# Historia de Cádiz

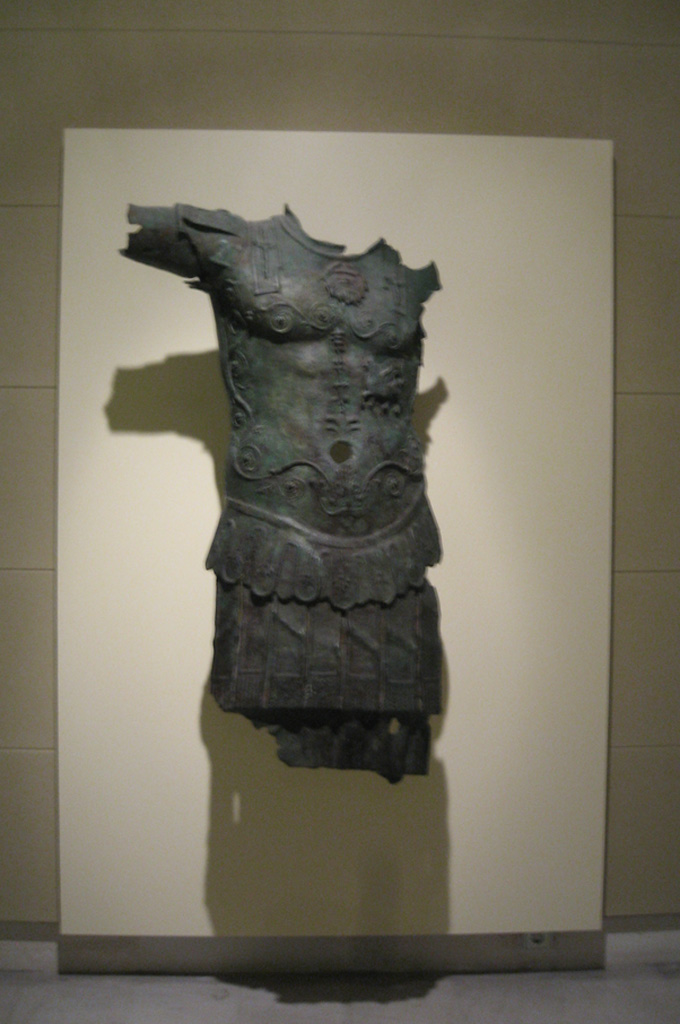
Estatua de bronce de un emperador divinizado (Museo de Cádiz).

La historia de Cádiz es la propia de una ciudad marcada por su estratégica situación militar y comercial, a caballo entre el océano Atlántico y el mar Mediterráneo. Este asentamiento fenicio de fundación tiria; Gádir (< fenicia 𐤂𐤃𐤓(𐤀), (ʾ)gdr, recinto murado), uno de los más antiguos de occidente, fue una ciudad volcada al mar y al comercio. De ella partió Aníbal para la conquista de Italia y el propio Julio César le concedió el título de civitas federata al Senado romano. La ciudad alcanza una gran prosperidad en la época romana, se construyen anfiteatros, acueductos y se convierte en la segunda ciudad más poblada del Imperio durante un breve período. Durante esta época vivían en la ciudad más de quinientos équites (una casta de ciudadanos notables), rivalizando con Padua y la misma Roma.
Durante las crisis del III del Imperio romano, la misma caída de este y las conquistas visigodas, la ciudad entra en un declive importante; entrando en una época oscura y perdiendo la capitalidad de provincia y su importancia comercial y estratégica. El derrumbamiento de las redes comerciales del Imperio, tan necesarias para Gades como para cualquier ciudad importante, hizo la mayor parte. El estilo de gran ciudad abierta de la antigüedad dio paso lentamente a una ciudad amurallada más pequeña, de estilo común en la Edad Media. Desesperados por la necesidad económica, muchos de estos antiguos habitantes de Gades, se vieron forzados a renunciar a derechos básicos para recibir protección de los grandes terrateniente y partir a pueblos del interior; por ejemplo a Asido Caesarina Augusta.
La ciudad es conquistada por los bizantinos en el año 522, reconquistada por los visigodos en el 620 y conquistada por las tropas de Tariq Ibn Ziyad en el 711, con la batalla del Guadalete. Durante esa época es demolida la estatua de Hércules, en el templo de Hércules.
La reconquista de Cádiz se engloba en la reconquista del Guadalquivir (1243-1262), incorporándose en 1264 a la corona de Castilla. No es hasta la Reconquista cuando se instaura en la bahía de Cádiz los astilleros reales de la Corona de Castilla y el comienzo de la era de los descubrimientos cuando resurge la ciudad con gran impulso.
De sus puertos partieron numerosos descubridores, como Cristóbal Colón o Álvar Núñez Cabeza de Vaca, y conquistadores en la época colonial lo que la enriqueció y posibilitó, siglos después, la creación de una sociedad burguesa gaditana, liberal y revolucionaria. Como ciudad que tuvo el monopolio comercial con América, sede de la Casa de Contratación y Flota de Indias, fue escenario de numerosas batallas navales y de la creación de la primera constitución española.
En decadencia, después de su implicación en la Guerra de la Independencia y hundida tras la pérdida de Cuba, la ciudad no ha parado de crecer, si bien no ha recuperado su importancia en el ámbito nacional.
Las primeras murallas construidas durante la época fenicia datan de alrededor del siglo IX a. C. Estaban hechas de piedra y barro, contaban con torres de vigilancia ubicadas para proteger la ciudad. A lo largo de los años fueron modificadas.
Los primeros canales de agua fueron construidos durante la época romana, alrededor del siglo I a. C.
Estaban construidos con piedra y permitían distribuir el agua a lo largo de la ciudad para uso doméstico y otros fines. Eran construidas con piedra y tenían diseño ornamental. Estas fuentes solían tener una estructura central con múltiples salidas de agua que fluían hacía cuencas o pilas dónde la gente podía obtener agua. Algunas fuentes también estaban decoradas con estructuras o relieves para embellecer el entorno urbano.

## Datos arqueológicos

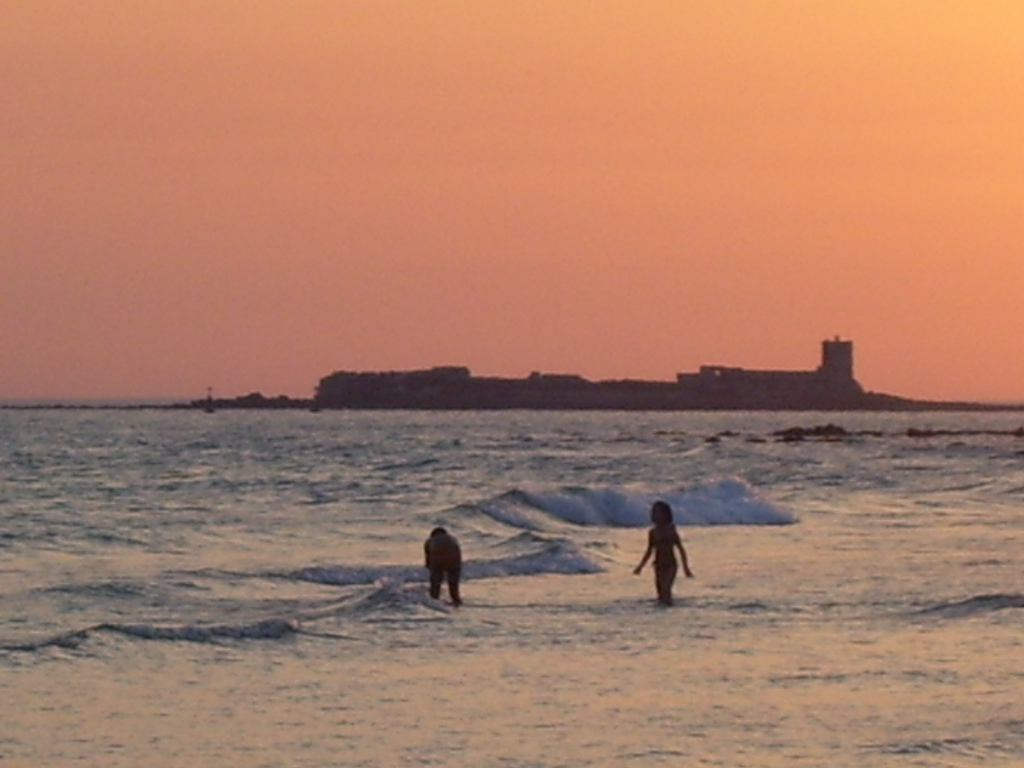
Castillo de Sancti Petri visto desde Chiclana de la Frontera (Cádiz). En este lugar se hallaba el Templo de Hércules Melkart.

El subsuelo gaditano es rico en yacimientos arqueológicos, estando algunos de ellos inmersos en la misma ciudad y disponibles para el público. Donde se inicie una obra que afecte al substrato es probable que quede demorada por meses o años, debido a las catas arqueológicas. Es interesante mencionar algunos hechos actuales que afectan a la arqueología en la ciudad:
- En las obras del Teatro Estable de Títeres de la Tía Norica, han descubierto un muro fenicio del siglo VIII a. C. Este descubrimiento confirma la presencia de un asentamiento fenicio en la ciudad hace casi tres mil años. Se han descubiertos diversos objetos de uso cotidiano.[3]
- En las obras del AVE, a su paso por Puerto Real, se han encontrado restos de lo que podría haber sido parte de la Vía Augusta, la que unía la antigua Gades con Roma.[10]
- En las obras iniciales del Teatro Cómico se han descubierto niveles califales, imperiales romanos, republicanos, púnicos y fenicios, datados al menos en el siglo II a. C.[11]

En extracto: una factoría de salazón con patio porticado, construcciones civiles con suelo nivelado y mosaicos. Muros fenicios y púnicos de construcciones interiores y exteriores, siendo el lugar con mayor antigüedad localizado en la ciudad. La excavación no ha terminado y corre riesgo de paralizarse por interés del constructor (Ayuntamiento de Cádiz) de comenzar la construcción del edificio.
- En las obras de edificación del edificio de la Seguridad Social en la avenida Amílcar Barca se encontraron entre otros restos una punta de flecha de sílex (dejando como posibilidad clara la presencia humana en la zona durante el paleolítico) y una estatuilla de Hércules de la época romana.
- Es interesante visitar el Museo Arqueológico Provincial en la plaza Mina donde se encuentran entre otros restos arqueológicos dos sarcófagos fenicios (encontrados respectivamente en la Necrópolis de la Punta de la Vaca y en la esquina de la calle Parlamento con la calle Dama de Cádiz).
- También se tiene documentado los restos de la necrópolis de la Punta de la Vaca, en el Museo de Cádiz. Un apunte interesante son los restos de necrópolis infantiles encontrados por la ciudad y la comarca. El objeto de las mismas es discutido.
- En la cimentación del antiguo teatro Andalucía (esquina calle Sacramento con calle Barrié) se encuentran restos de una antigua factoría de garum y otros salazones, y visitable en la actualidad.
- En la plaza Asdrúbal se muestra actualmente parte del acueducto romano trabajado en piedra ostionera.
- En cada aparcamiento que se ha construido bajo tierra se han hallado numerosos restos algunas veces pendientes de clasificación.
- Digno también de consideración son los numerosos pecios en las aguas gaditanas que cubren desde la Antigüedad hasta la época de la batalla de Trafalgar.
- En el Barrio del Pópulo, junto a la Catedral Vieja de Cádiz, se encontró en 1981 el Teatro Romano de Gadir, sin que se haya excavado en su totalidad.
- Necrópolis de Gadir[12]

## Protohistoria

Islas Gadeiras, hace 2000-3000 años. La línea celeste representa el contorno de costa actual.

Mapa de las principales rutas comerciales usadas por los fenicios.

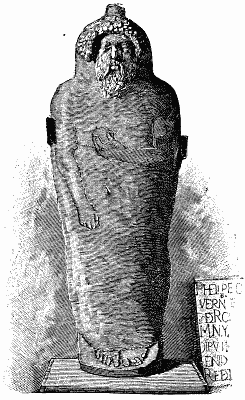
Dibujo del sarcófago fenicio que se guarda en el Museo Histórico de la ciudad.

### Fundación de Cádiz
La tradición clásica sitúa la fundación de Cádiz ochenta años después de la guerra de Troya. Ello sitúa la fundación entre los siglos XIII a. C. y XI a. C. (y según los cálculos de Tito Livio y Veleyo Patérculo en los años 1100 a. C.); lo que la convierte en la ciudad de Occidente de cuya fundación se tienen referencias más antiguas (teniendo como referencia la fundación de Cartago sobre el siglo IX a. C.). No hay yacimiento que lo verifique, puesto que los restos encontrados hasta la fecha son del siglo VIII a. C.. Los yacimientos próximos más antiguos son los encontrados en la misma ciudad de Cádiz, también el yacimiento de Doña Blanca, situado en el actual término municipal de El Puerto de Santa María y el del Cerro del Castillo, en Chiclana. También se le asocia al nombre de Tarsis, la capital del reino de Tartesos. Así lo hizo, en su Ora Maritima, el poeta romano Rufo Festo Avieno en el siglo IV cuando podría referirse a ella como la "isla entre dos ríos".
Fundada por navegantes fenicios de Tiro, fue establecida con el nombre de Gádir (en alfabeto fenicio 𐤂𐤃𐤓(𐤀), (ʾ)gdr), sobre lo que antaño era un pequeño archipiélago (formado por las islas: Eritea, Antípolis y Cotinusa) y en la actualidad el conjunto de Cádiz y San Fernando, para explotar las ricas rutas atlánticas del estaño, del cobre y el mercado tartésico-turdetano. Fue conocida por los griegos como τὰ Γάδειρα, Gádeira y por los romanos como Gades; y es de ambas de donde viene el gentilicio gaditano. Como casi todos los historiadores que han tratado de investigar sobre la fundación de Cádiz, nos presentan la leyenda de Hércules venciendo al gigante Gerión de tres cabezas, hijo de Calírroe y de Crisaor (el hombre de la falkata de oro), que vivía en la isla Eritea. Según Plinio el Viejo, era denominada Eritea debido a que los tirios primitivos, antepasados de los cartagineses, decían haber venido del mar Éritro o mar Rojo.
Según Timeo de Tauromenio la isla mayor se llamaba Cotinusa, donde abundaban los olivares. Los romanos asimilaron Eritea con Tartessos (Plinio el Viejo menciona un texto que también menciona Heródoto en donde dice que Argantonio vivió 80 años en Gades, ver mapa romano de abajo); los cartagineses Gádir, palabra que según la lengua púnica quiere decir «muro» o «lugar cercado».
Se desconoce la situación exacta en donde se fundó la ciudad. La mayoría de los arqueólogos apoyan la tesis de que la ciudad se fundó en la isla de Eritea en algún emplazamiento próximo a los lugares citados por los autores clásicos.

En la tercera expedición fundaron Gadeira, y alzaron el santuario en la parte oriental de la isla, y la ciudad en la occidental.
Estrabón, Geographiká, III,5,5.

 Según otras tesis, se construyó en lo que hoy es el Castillo de Doña Blanca, dejando lo que hoy es Cádiz como recinto sagrado y su posterior utilización como casco urbano a los siglos VII a. C. y vi a. C..
Muy posiblemente, el primer casco antiguo de la ciudad se encontraba en la isla de Eritea. Se ha encontrado una factoría de salazones en lo que sería la orilla de Eritea en el canal que separaba las dos islas, hoy día enterrado bajo la ciudad y denominado «Caleta-Bahía». Posiblemente era la desembocadura del Guadalete millones de años antes, durante las glaciaciones, cuando el nivel de las aguas estaba muy bajo.
La ciudad contaba con diversos templos y santuarios dedicados a Melkart. El más importante de todos fue conocido en la antigüedad como el santuario de Hércules o Herakleión situado en lo que actualmente es el islote de Sancti Petri. Aparte de servir de culto, probablemente se auspiciaban numerosos acuerdos comerciales poniendo a la respectiva deidad como testigo. Según lo que cuenta Silius Italicus en el siglo I d. C., 

Los sacerdotes, que son los únicos que tienen el honor de penetrar en el santuario, han cerrado su entrada a las mujeres y cuidan de alejar de él a los puercos. Llevan ante el altar vestidos de un solo color; el lino cubre sus miembros; una cinta pelusíaca brilla en sus temporales. Por lo general, cuando ofrecen incienso cúbrense con un vestido talar, y cuando inmolan víctimas dicha vestimenta va bordada de púrpura, según vieja costumbre; llevan los pies descalzos y la cabeza pelada, y guardan celibato. En los altares arde un fuego que no ha de apagarse nunca. Imagen alguna ni estatua de los dioses llenan con sus majestades divinas el santo lugar, ni les infunden sacro respeto.

Según cuenta Cicerón varios siglos después, (Cic. Balb. 43), la ciudad contaba con un templo con culto a Moloch en el que se hacían sacrificios humanos, posiblemente el molk. La ciudad contaba también con altares para la pobreza, las artes, los sacrificios a Menesteo, la veneración a Temístocles y otros héroes y semidioses. Filóstrato menciona que había un altar dedicado a la vejez en el que ofrecían servicios además de un culto especial a la muerte, en el que se decía que si las mareas eran altas las almas de los enfermos moribundos no morían.
Desde su fundación fue metrópoli de las ciudades y factorías fenicias atlánticas y durante la ascensión de Cartago. A la muerte del rey Argantonio (Hombre de plata), rey de Tartessos, socio comercial y aliado de los focenses, hacia 530 a. C., estalla una guerra entre los fenicios y los tartesios. Las causas de esta guerra son probablemente el que los tartesios aspiraban quizás a sacudirse la tutela comercial establecida por los fenicios de Gadir o quizá dar salida al comercio de los metales, interrumpido por la presión asiria sobre las ciudades del extremo oriental del Mediterráneo. Gadir pidió ayuda a Cartago ante la mayor presión que ejercían los tartesios lo que desembocó en las guerras heleno-púnicas.

## Edad Antigua

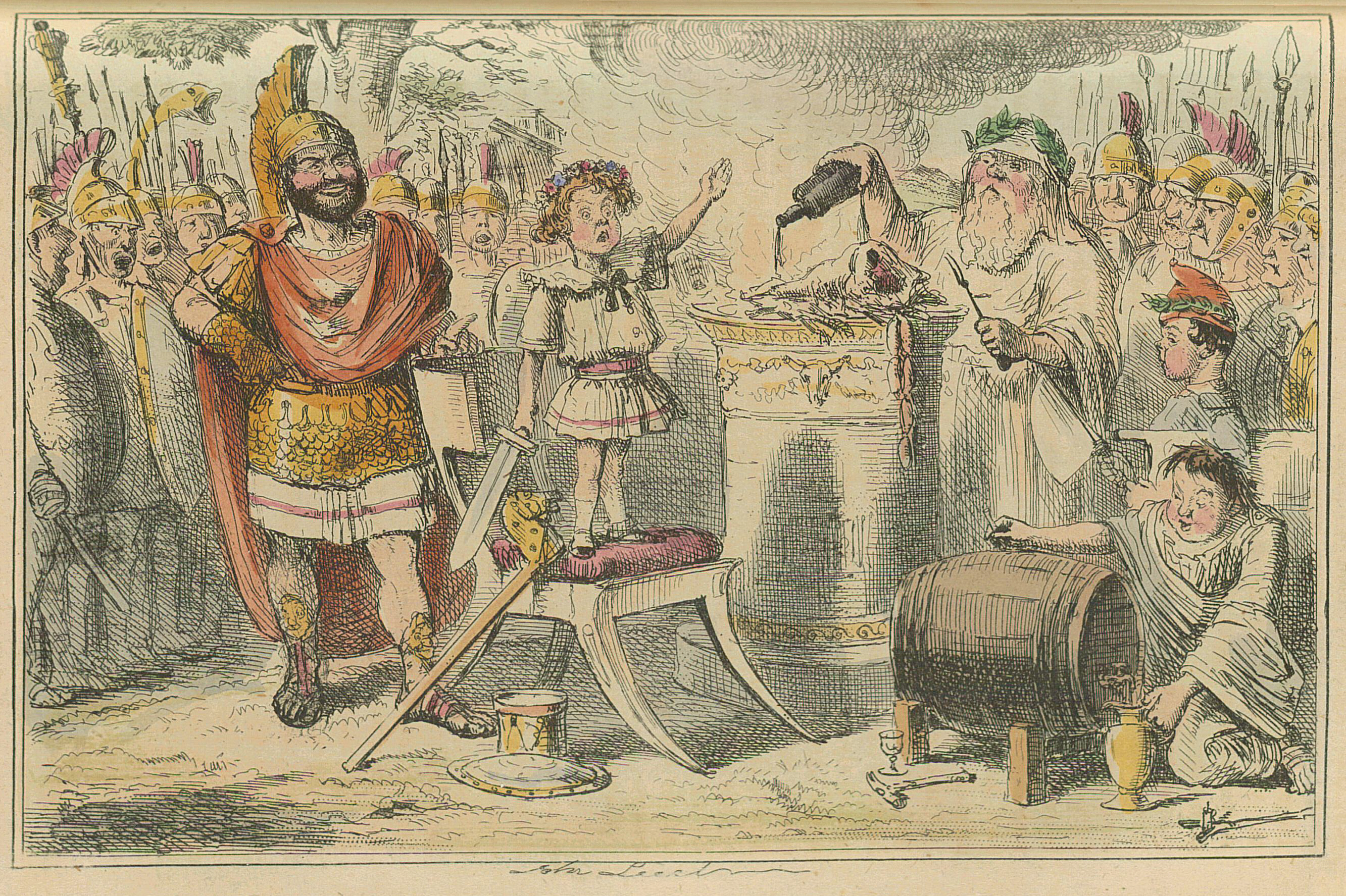
Caricatura del juramento que hizo Aníbal a su padre de ser siempre enemigo de Roma y acompañarle en la campaña de conquista del Sur de la península ibérica.

### Época púnica o cartaginesa

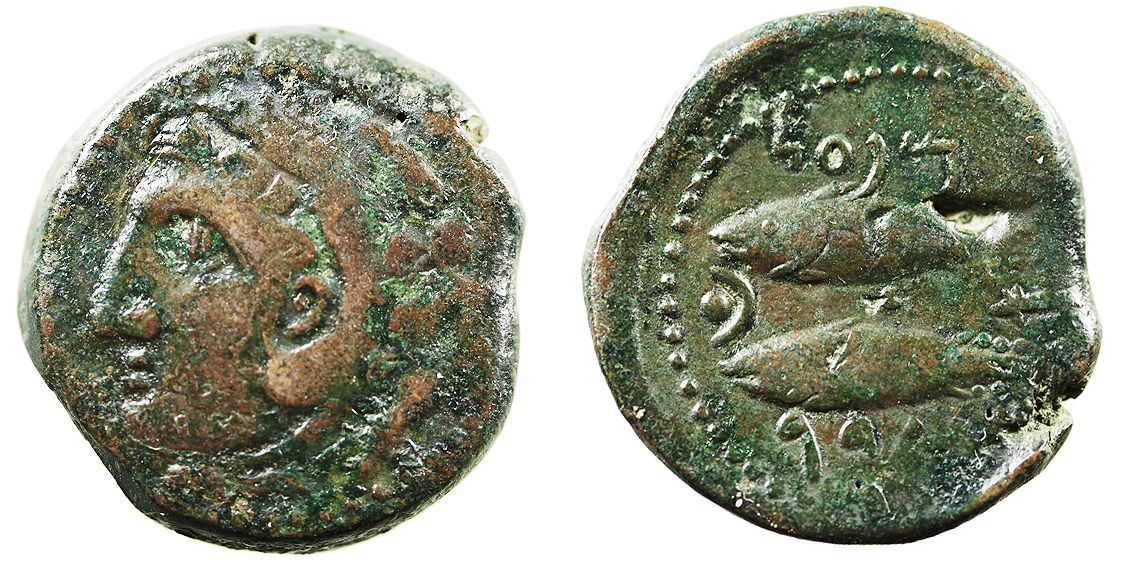
Moneda acuñada en Gadir que muestra a Melkart y dos atunes.

Tras la batalla naval de Alalia (535 a. C.), en la que etruscos y cartagineses se aliaron contra los griegos, Cartago se convierte en dueña indiscutible del Mediterráneo Occidental, absorbiendo poco a poco cada una de las ciudades fenicias. Cortada la ruta hacia Iberia, los focenses cesan el comercio con Tartessos y Gadir se convierte en la base de un nuevo monopolio comercial en el Atlántico y Mediterráneo Occidental, contribuyendo seguramente al desplome económico de Tartessos, que acabó sumiéndose en el olvido.
Durante un periodo de tres siglos (ss. VI-III a. C.); época poco documentada llamada Púnica, la ciudad entra en declive hasta el desembarco en 237 a. C. de los bárcidas, Amílcar, padre de Aníbal, Asdrúbal, Magón Barca y Hannón Barca. A la ciudad llegan Amílcar Barca con su hijo Aníbal (de 9 años) buscando las riquezas del valle del Guadalquivir para compensar las pérdidas que habían sufrido Cartago tras la primera guerra púnica. En aquel momento, Cartago se hallaba en tal estado de empobrecimiento que su marina era incapaz de transportar al ejército a la península ibérica. Amílcar se vio, pues, obligado a hacerlo marchar hacia las Columnas de Hércules a pie desde Cartago, para cruzar allí en barco el Estrecho de Gibraltar, entre lo que actualmente serían Marruecos y España.
Gádir estuvo luchando a favor de la causa de los bárcidas, incluida la segunda guerra púnica. Sin embargo, la relación entre las dos colonias no siempre fue de amistad, como nos narra Vitrubio en su De Architectura y Ateneo el Mecánico. Esta noticia a todas luces ficticia, nos narra el asedio por parte de Cartago y la invención del ariete. Quitando esta última cuestión, no cabe duda de un conflicto entre las dos ciudades fenicias a finales del siglo III a. C.
A partir de ahí se extiende su influencia no solo en el entorno de Gádir, sino en todo el valle del Guadalquivir primero y en el Levante después (muestra de ello es la difusión de la cerámica Kuass originaria de la zona). Su auge como imperio vino motivado por la explotación de las minas de plata de Sierra Morena, minas que más tarde explotarán los romanos.
Tito Livio narra que Aníbal arribó al templo para ofrecer al dios Melkart sus votos antes de emprender la conquista de Italia.
Existen registros de que en el año 218 a. C. la ciudad sufrió un maremoto.

### Augusta Urbs Gaditana

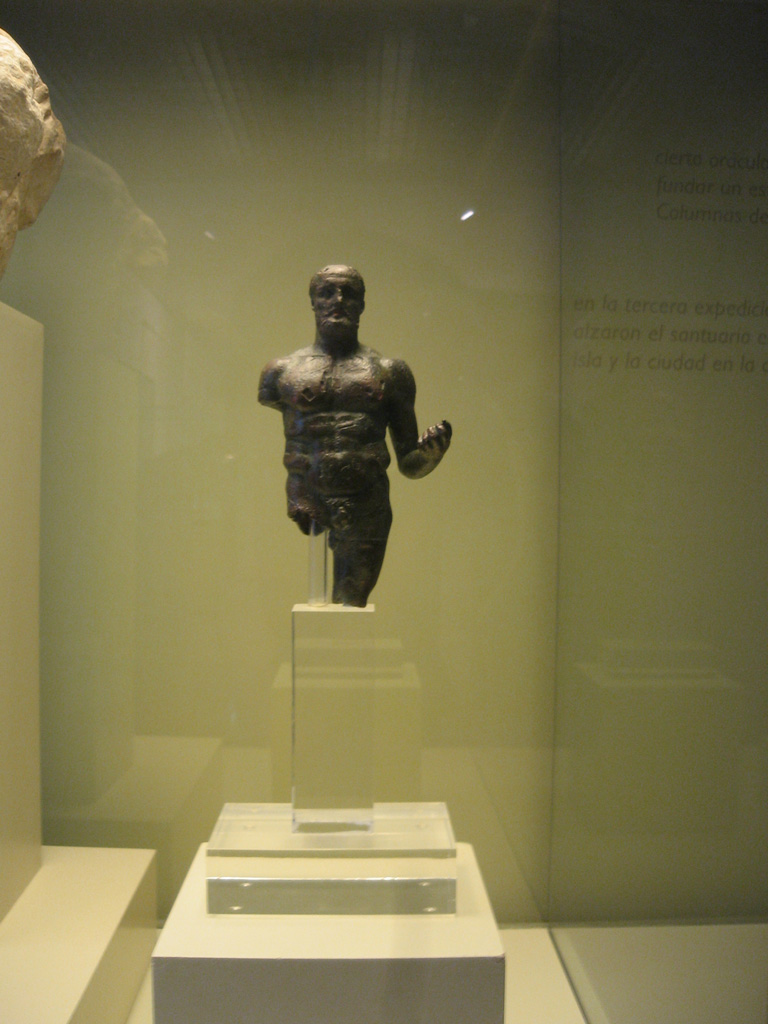
Estatuilla de Hércules. La opinión mayoritaria de los investigadores señala una datación en época altoimperial romana, siendo una copia en pequeño formato de la estatua de culto de Melqart-Hércules que existía en el Herakleion o Templo de Hércules y que conocemos por monedas de época de Adriano.

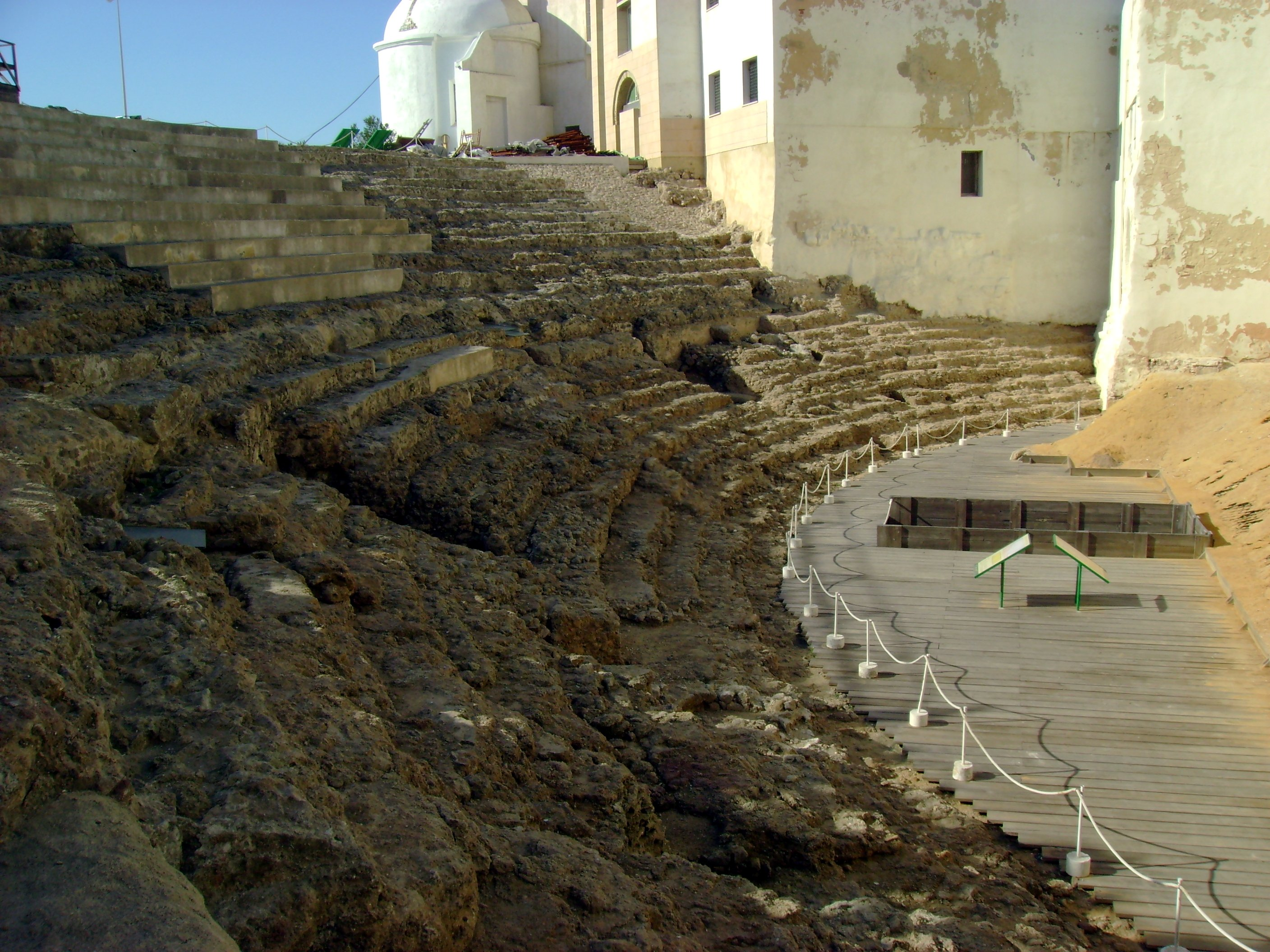
Teatro Romano de Cádiz. Con un diámetro de la cávea de 120 metros, solo superado en la Hispania por el de Córdoba.

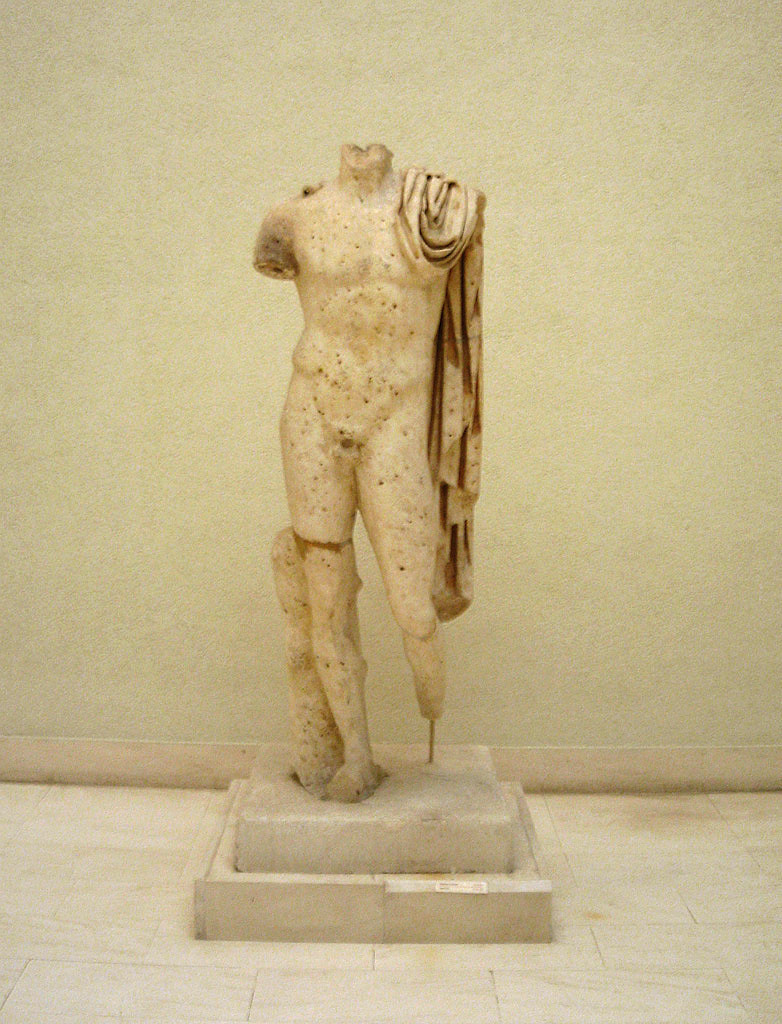
Estatua de mármol de un emperador romano divinizado, Fue hallada por un buceador en las aguas del Islote de Sancti Petri en 1905.

Trazado del acueducto de Gades que abastecía la ciudad superpuesto con un mapa actual.

La segunda guerra entre Cartago y Roma se inició por la disputa sobre la hegemonía en Sagunto, ciudad costera helenizada y aliada de Roma. Tras muchas luchas entre los romanos y cartaginenses en la Península, solo Gádir con la ayuda de Magón Barca se mantuvo en pie, siendo sitiada por Escipión el Africano; se entregó incondicionalmente a la República romana en el año 206 a. C. aunque manteniendo su intensa actividad comercial.
Adquirió el estatuto de civitas foederata (ciudad federada de Roma) en un pacto realizado por L. Septimio Marcio con la clase dominante gaditana. Este privilegio le permitió mantener su autonomía política y económica y ello se vio beneficiado en la economía de la ciudad, que aumentó considerablemente, además de estar exenta de pagar impuestos.
En el año 197 a. C. se produce un levantamiento que duraría hasta que el general Catón con nuevas legiones acabara con la resistencia en el 194 a. C. Desde la pretura de Tiberio Graco en el 179 a. C. ya no se conocen más problemas romanos en Andalucía.
Con la conquista romana, se reforzaron las comunicaciones terrestres de Cádiz (ahora Gades) con el resto de la península, la Vía de la Plata (< latín Vía delapidata, vía empedrada), y con Roma, la inicialmente denominada Vía Hercúlea y, más tarde, Vía Augustea. El enriquecimiento de la ciudad trajo consigo, posiblemente en el 19 a. C., un «Plan de Ordenación Urbana» con Balbo el Menor como promotor y artífice. Se realizó un ensanche a la ciudad, una Neápolis, posiblemente en la orilla de Kotinussa más próxima a la isla de Erytheia, cerca de la ciudad antigua. Ahí el nombre de Didýme (del griego didyma, ‘mellizo’) que se encuentra en los textos de Estrabón para designar a Gadir. En la otra isla del archipiélago (lo que hoy es San Fernando) en la que había talleres, almacenes y unos arsenales, se construyó una Antípolis (Estra., Geographiká, III,5,3).
Se construyeron un circo romano, un acueducto, más templos, etc. En esta época se hicieron famosas las exportaciones gaditanas de garum. El otro cambio estructural fue la traída de agua a la ciudad a través de un acueducto desde Tempul, el más grande de toda Hispania, y que significaba acabar con el sistema de cisternas fenicio y establecía nuevas relaciones con el territorio circundante. Cuando en la decadencia de la Gades romana desaparece ese acueducto, la ciudad volverá al sistema de cisternas y hasta la segunda mitad del siglo XIX no tendrá conducción de agua desde tierra firme.
Esta ciudad nueva representa el auge máximo de la Cádiz romana, pero que seguía siendo la ciudad de los gaditanos, expertos navegantes y constructores de barcos, una ciudad rica a causa del comercio y a la que solo Roma superaba en población. Llegaron a vivir en la ciudad más de quinientos équites (+griego ìππικου [hippikoi], caballero), compitiendo con Padua y la misma Roma. Durante el reinado de Augusto, la ciudad se llamó Augusta Urbs Gaditana.
Con la oligarquía encabezada por la familia de los Balbos, familia de larga tradición fenicia, que adopta el partido del César (Julio César extendió a sus habitantes la ciudadanía romana en 49 a. C., según Dión Casio, 41, 24) contra los pompeyanos en la segunda guerra civil, vuelve a florecer la ciudad durante los últimos años de la República romana, Pero según parece ser, a pesar del apoyo y lealtad a César, tras la batalla de Munda, este se dirige al templo de Hércules para expropiar sus tesoros. Además, Estrabón nos cuenta como César abolió algunas costumbres gaditanas autóctonas por considerarlas bárbaras, como la supresión de los sacrificios humanos del templo de Moloch y el cambio al culto de Crono. El posterior templo de Crono, según la tradición clásica, se encontraba donde actualmente está el Castillo de San Sebastián, situado en uno de los extremos de La Caleta sobre un pequeño islote. En éstos y posteriores años se hacen famosas las puellae gaditanae, bailarinas de Gades, como la citada por Marcial, Telethusa.
Según Estrabón, 

Fuera de las Columnas están las Gádeira, de las cuales no dijimos más sino que distaban de Kálpe unos setecientos cincuenta estadios; se hallan cerca de la desembocadura del Baítis. Pero hay mucho más que hablar de ellas. En efecto, sus habitantes son los que navegan en más y mayores naves, tanto por "Nuestro Mar" como por el Exterior; y puesto que no habitan una isla grande ni dominan extensas tierras en la parte opuesta de la costa firme, ni poseen otras islas, la mayoría viven en la mar, siendo pocos los que residen en sus casas o están en Rhóme, podría pasar por la ciudad más poblada del orbe, pues he oído decir que en un censo hecho en nuestro tiempo fueron contados hasta quinientos équites gaditanoí, más que cualquier otra ciudad de los italiótai, excepto la de los pataouinoi; a pesar de este número, su isla no mide más de cien estadios de longitud, siendo su anchura a veces de un estadio. En un principio vivían en una ciudad muy pequeña; mas Bálbos el Gaditanós, que alcanzó los honores del triunfo, levantóles otra que llaman "Nueva" (Neopolis); de ambas surgió Didýme, cuyo perímetro, aunque no pasa de veinte estadios, es lo suficientemente grande para no sentirse agobiada de espacio; efectivamente, en ella residen pocos, ya que la mayoría pasan en la mar gran parte del tiempo, o viven en la tierra firme frontera, y sobre todo en la vecina islita, porque ésta es fértil; tanto es así que, agradándoles el lugar, han hecho de la islita una como antípolis de Didýme; pero en proporción son pocos los que habitan en ella y en el arsenal que les ha construido Bálbos en la tierra firme frontera. La ciudad yace en la parte occidental de la isla, y cerca de ella, en la extremidad que avanza hacia el islote, se alza el Krónion. El Herákleion está en la otra parte, hacia el Oriente, en el lugar donde la isla se acerca más a la tierra firme, de la que no está separada más que por un canal de un estadio de ancho. Dicen, además, que la ciudad dista del santuario doce millas; esto es, un número de millas igual al de los trabajos de Heracles; pero, en verdad, la distancia es algo mayor: tanta como es de larga la isla midiendo la longitud de ella desde su extremo occidental hasta el oriental.
Estrabón, Geografía, III,5,3.

En De vita Caesarum, Suetonio cuenta como Balbo lleva a César al templo gaditano de Hércules-Hēraklēs-Melkart a rezar ante la divinidad romano-greco-fenicia:

[...] y al contemplar una estatua de Alejandro Magno se echó a llorar, como avergonzado de su inactividad pues no había hecho todavía nada digno de memoria en una edad en la que ya Alejandro había conquistado el orbe de la tierra.
Suetonio, De vita Caesarum.

 La escena ha sido imaginada al óleo por el decimonónico pintor vejeriego José Morillo. Otros personajes históricos visitaron la ciudad y dejaron su impronta, como Quinto Fabio Máximo y Apolonio de Tiana.

## Edad Media
Durante las crisis del siglo III del Imperio romano, la misma caída de este y las conquistas visigodas, la ciudad entra en un declive importante; entrando en una época oscura y perdiendo la capitalidad de provincia y su importancia comercial y estratégica. El derrumbamiento de las redes comerciales del Imperio, tan necesarias para Gades como para cualquier ciudad importante, hizo la mayor parte. El estilo de gran ciudad abierta de la antigüedad dio paso lentamente a una ciudad amurallada más pequeña, de estilo común en la Edad Media. Desesperados por la necesidad económica, muchos de estos antiguos habitantes de Gades, se vieron forzados a renunciar a derechos básicos para recibir protección de los grandes terrateniente y partir a pueblos del interior; por ejemplo a Asido Caesarina Augusta. Los primeros se convirtieron en una clase de ciudadanos medio libres llamados colonus. La ciudad no se recupera hasta el descubrimiento de América, muchos siglos después.

### Presencia bizantina
Con la caída del Imperio romano de Occidente, la ciudad pasó por manos de vándalos, bizantinos y visigodos. En 552 los bizantinos desembarcaron en Malaca y Carthago Nova interviniendo en disputas internas de la Hispania vándala-visigoda y anexionaron al Imperio extensos territorios del sur de la península ibérica, llamándola Provincia de Spania. La presencia bizantina en Hispania se prolongó hasta el año 620 donde volvió a ser territorio de los visigodos.

### Qadis

Mapa de los reinos Taifas en 1037. La ciudad de Cádiz se encuentra en lo que fue la Taifa de Arcos.

Conocedor el gobernador árabe Musa ibn Nusair de las dificultades del reino visigodo de Roderico (conocido más tarde como Don Rodrigo), habría decidió enviar en el 710 un cuerpo expedicionario mandado por Tarif Abu Zara para una expedición de saqueo, si bien la veracidad de este hecho, así como muchos otros de la conquista musulmana, es discutida por muchos historiadores. Según una leyenda muy improbable, Don Julián, gobernador bizantino de Ceuta, cuya hija, la Caba, había sido violada por Don Rodrigo, habría proporcionado ayuda logística a los invasores.
El éxito de la empresa animaría a Musa a formar una expedición más importante, y en la primavera de 711 envió una nueva expedición mandada por Tariq Ibn Ziyad, gobernador de Tánger. Esta expedición superaría el estrecho y conquistaría Algeciras, donde Tariq aumentó el número de hombres y desde donde se enfrentó a Don Rodrigo, el 19 de julio de 711, en la batalla de Guadalete. Uno de los lugares donde se atribuye tradicionalmente el choque es Wadilakkah, probablemente en la actual bahía de Cádiz. Muchos historiadores sitúan la batalla en la comarca de Barbate (en la Laguna de la Janda). Otros lugares propuestos son la ribera del Guadalete y Medina Sidonia.
Tras la conquista musulmana, la ciudad adapta su nombre a قادس' (Qādis') y cae en decadencia. La estatua de Hércules fue demolida hacia el siglo XI. La ciudad pasa a ser un iqlim de la Cora de Saduna (Medina Sidonia) durante el Califato Omeya de Córdoba. Tras la desaparición de este, en 1031, es gobernada por la Taifa de Arcos, la cual se anexiona en la Taifa de Sevilla en 1069. Qādis fue conquistada y finalmente integrada junto con ésta en el Imperio Almorávide, en 1091.
Tras la conquista de Qādis por parte de عبد المؤمن بن علي (Abd Al-Mumin, primer califa almohade) en 1147 la ciudad entra bajo la administración directa del Imperio almohade. En 1217, de acuerdo al texto De itinere frisonum la ciudad fue atacada y saqueada por un grupo de cruzados frisones que se dirigian a Terra Santa como parte de la Quinta cruzada.
Quedan pocos vestigios de ese período. Solo una mezquita aparece en planos del siglo XV-XVI en lo que actualmente es el Paseo de Santa Bárbara, junto al Parque Genovés. También está confirmado que la actual Iglesia de Santa Cruz (Catedral Vieja) fue levantada sobre la mezquita mayor, situada en el interior de las murallas. Se conserva también parte del lienzo musulmán, de 12 metros de altura, en el interior del Hospital de San Juan de Dios. A finales de 2018 se encontraron nuevos restos de la ciudad almohade: una vivienda de 5 habitaciones situada en la calle Barrie, fuera del recinto amurallado, lo que amplía los límites de la ciudad de Qadis.

### Presenciavikingaen Qadis
Un capítulo poco conocido de la historia de Cádiz fue el paso de los vikingos daneses en el 844, en un trayecto que terminó en Sevilla, tras pasar por Gijón, La Coruña o Lisboa. Tras permanecer breve tiempo en la villa, fueron expulsados, aunque quedaron núcleos en Carmona o Morón que sobrevivieron convirtiéndose al islam y se les relaciona con la cría de rebaños y la industria lechera.
Una de sus expediciones destruyó la ciudad de Saduna, por lo que la capital se trasladó a Qalsana.

### La ciudad cristiana
En 1262 Alfonso X el Sabio la reconquistó, tras lo cual comenzó su revitalización y reconstrucción. En 1262 se empieza a repoblar Cádiz con personas traídas del norte de España, aunque en 1264 tuvo que ser reforzada esta repoblación con gente de Santander, Laredo y Castro principalmente. Enmarcado en el fecho de Allende, el monarca ve en la situación geoestrategica de Cádiz una ventaja para su asalto a África, que quedaría abandonado tras el giro de su interés al imperio.
Entre los privilegios concedidos por Alfonso X a la ciudad, y confirmado por los reyes posteriores hasta época de los Reyes Católicos, destaca el monopolio del comercio con África, que se mantendrá hasta inicios del siglo XVI, a la que se unían múltiples ventajas fiscales que favorecieron la aparición de una oligarquía mercantil volcada en el comercio, y en la que destaca una amplia presencia genovesa. Además, el monarca castellano solicita al papa Urbano IV el establecimiento de la Diócesis de Cádiz, dotándola con un amplio término que llegaría hasta Marbella, aún bajo dominio musulmán, que sería establecida definitivamente en 1267.
La ciudad no fue ajena a los avatares de la frontera, aprovechando la misma para realizar labores de corso y piratería. Desde su reconquista, Cádiz siempre gozó de privilegios, como el concedido por Juan I en el año 1385, por el cual se quedaba exenta de pagar a la corona el Impuesto de Almirantazgo y Anclaje. Durante las décadas siguientes fueron aumentando estos privilegios concedidos por los sucesivos monarcas cristianos. Uno de los más importantes es el Privilegio Rodado entregado a Cádiz y conservado hoy día en el Archivo Municipal de la ciudad de Cádiz.
Entre 1400 y 1440 el puerto de Cádiz pasó a ser la escala favorita de las naves genovesas de gran tonelaje que hacían la ruta entre Italia y el Mar del Norte, mientras Sevilla quedaba solo para las de menor porte.
El control de la ciudad por Rodrigo Ponce de León corresponde con los años de mayor esplendor de la ciudad cristiana, entre los que destaca la construcción del castillo de la Villa (también conocido como Castillo del Teatro), y de la nueva casa del Cabildo, situada en el mismo lugar que el actual ayuntamiento, libre del poder de los reyes castellanos, hasta que, tras su muerte en 1492, la ciudad vuelva al poder de los Reyes Católicos. También en esos años se produce la expansión de la villa más allá de las murallas, por los arrabales de Santiago y Santa María, así como la construcción de la iglesia de Santa Cruz, tras la quema de la construcción original. En contra de lo que tradicionalmente se había pensado, los estudios recientes muestran que el Cádiz cristiano contó con una importante vida económica y mercantil, formando parte de las redes comerciales europeas y con una importante vinculación con las repúblicas italianas, principalmente con Génova y Venecia, que permitieron establecer las bases del posterior Cádiz americano.

## Era de los Descubrimientos.Edad Moderna

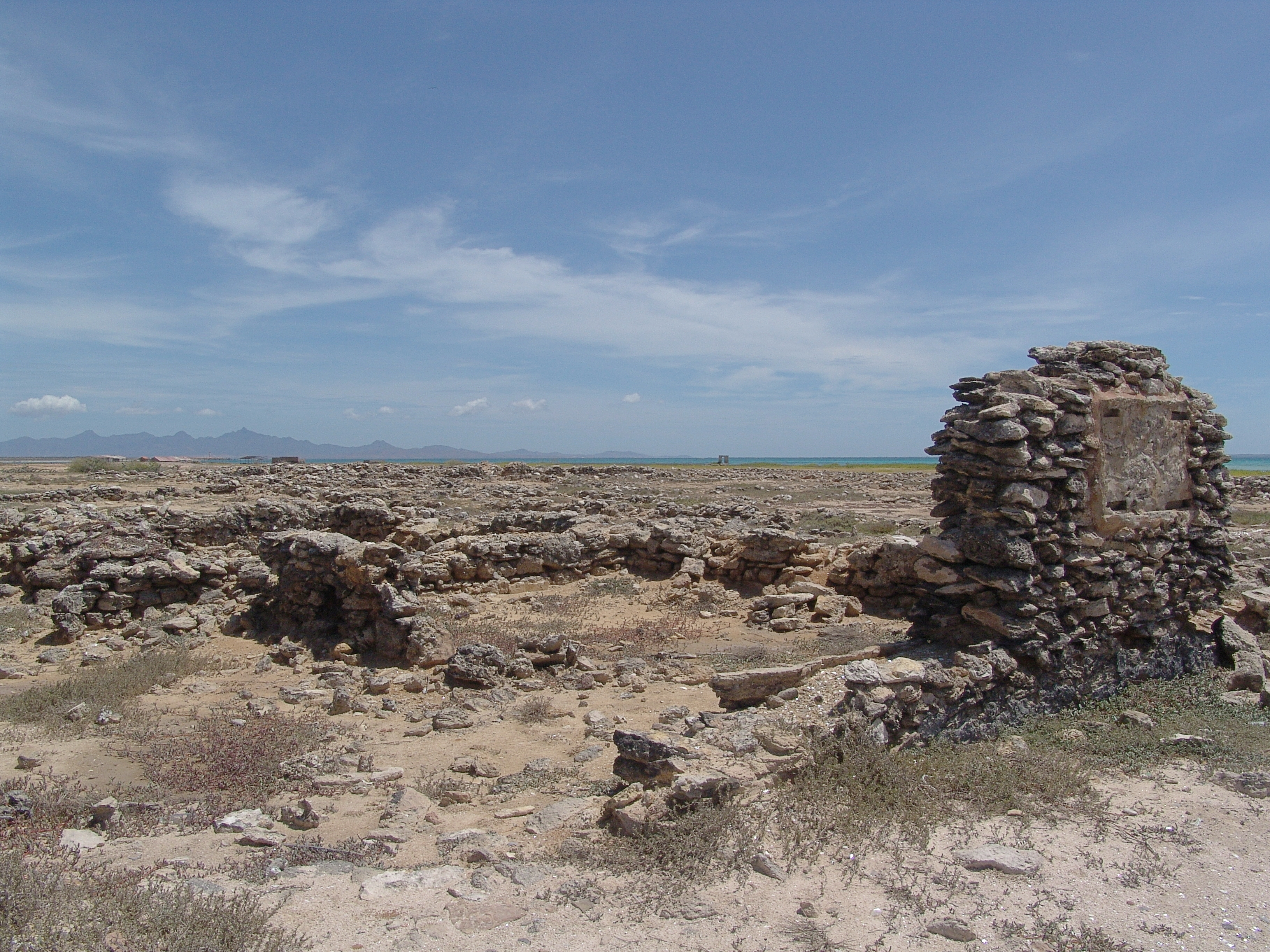
Ruinas de Nueva Cádiz, primera ciudad creada por los españoles en Sudamérica.

### Guerra de las Comunidades de Castilla
Durante la Guerra de las Comunidades de Castilla, Cádiz se mantuvo leal a Carlos I, a pesar de que llegaron a existir ciertos alborotos que, sin embargo, no tuvieron nada que ver con los comuneros. Envió sus diputados a la liga anticomunera de La Rambla, y en caso de que tuviese la provincia andaluza que enfrentarse militarmente a los comuneros, se acordó que aportaría 100 infantes al contingente.

### Crecimiento de la ciudad
De Cádiz partió Cristóbal Colón en su segundo (1493) y cuarto viajes (1502) a las Indias y numerosos gaditanos en viajes posteriores que fundaron en el año 1500, Nueva Cádiz, la primera ciudad española en el continente americano, en Cubagua.

En el año 1509 adquiere el derecho de registrar las naves de Indias y más tarde el de desembarcar productos de las Antillas. En 1535 se fundó el Juzgado de Indias que permitía eludir el control que ejercía la Casa de Contratación de Sevilla en el comercio con las Indias.
En 1553 el pirata Barbarroja (خير الدين, Jayr al-Din), intentó apoderarse de la ciudad que fue defendida con la ayuda del genovés Andrea Doria. El 29 de abril de 1587 sufrió el saqueo del corsario inglés Francis Drake, y fueron destruidos veinte barcos destinados a la Armada Invencible, retrasando así el ataque a Inglaterra un año más. Francis Drake al lanzarse el ataque pronunció estas palabras: «¡Chamuscadle la barba al Rey de España!».

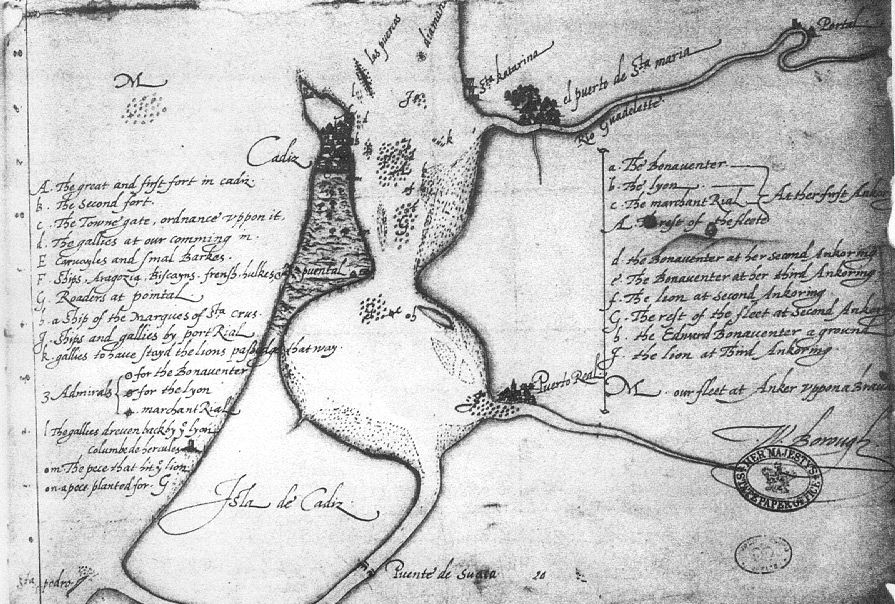
Incursión de Drake y disposición de sus tropas en 29 de abril de 1587.

La ciudad también sufrió el ataque de la escuadra anglo-holandesa bajo el mando del almirante Charles Howard y de las tropas del Robert Devereux, II conde de Essex, con el apoyo de las Provincias Unidas de los Países Bajos, en 1596, durante el cual fue tomada y saqueada, motivo para su posterior fortificación. En el saqueo se respetó la integridad de los gaditanos; 

[...] Que hicieron muy buen tratamiento a la gente y en particular a las mujeres, sin que se hiciera ofensa alguna.
Lope de Valenzuela.

 Los ingleses pidieron rescate por la mayoría de la población escogiendo rehenes entre los ciudadanos más señalados. En 1625, la expedición de Cádiz bajo el mando de lord Wimbledon fue repelida a pesar de su superioridad militar. En marzo de 1671, un tornado de magnitud F4 (vientos de hasta 420 kilómetros-hora) en la escala Fujita causó varios muertos y ahogados. A comienzos del siglo XVIII la ciudad contaba con unos 30.000 habitantes. En 1702 la bahía de Cádiz fue espectadora de nuevas batallas navales. El príncipe de Darmstadt, en nombre del pretendiente austriaco, asalta Rota y El Puerto. En 1717, debido a la dificultad de la navegación por el Guadalquivir debido al cierre de la barra de Sanlúcar de Barrameda, se trasladó a Cádiz la Casa de Contratación arrebatándole a Sevilla el monopolio comercial con América (ya en 1680 se había convertido en cabecera de comercio), lo que junto con la política liberalizadora de los primeros Borbones favoreció la formación de una burguesía gaditana, epicentro de una ciudad cosmopolita, cuya pujanza económica en parte se debía a la esclavitud en América[cita requerida]. Así, la Compañía Gaditana de Negros operó hasta finales del siglo XIX y la burguesía gaditana se opuso con fuerza al abolicionismo.
Es la ciudad ilustrada que cuenta con una Casa de la Camorra, antecedente del posterior Ateneo Literario Artístico y Científico fundado en 1758. En el año 1787 se contabilizan 71 080 gaditanos.
|  |  |  |

### Terremoto de Lisboa
El 1 de noviembre de 1755 un maremoto producido por un terremoto de {\displaystyle 8,5} grados de intensidad en la escala Richter denominado el Terremoto de Lisboa de 1755, azotó la ciudad provocando grandes daños. En Cádiz las altas olas, de 15 metros de altura, rompieron las murallas portuarias y el mar invadió la ciudad tres veces, lo que ocasionó la muerte de numerosas personas. Conil de la Frontera fue destruido, y en Sanlúcar de Barrameda, El Puerto de Santa María y Jerez de la Frontera, hubo cuantiosas víctimas y desperfectos.

### Emancipación de laReal Isla de León
Con la llegada de los Borbones en el siglo XVIII, se construyó en la barriada de la Isla de León el Arsenal de la Carraca. La nueva actividad naval favoreció que, en 1729 gobernando Felipe V, La Isla se emancipara de Cádiz y en 1766 Carlos III promovió el nombramiento de su primer consistorio como ciudad independiente por Real Decreto con el nombre de Villa de la Real Isla de León.

## Edad Contemporánea

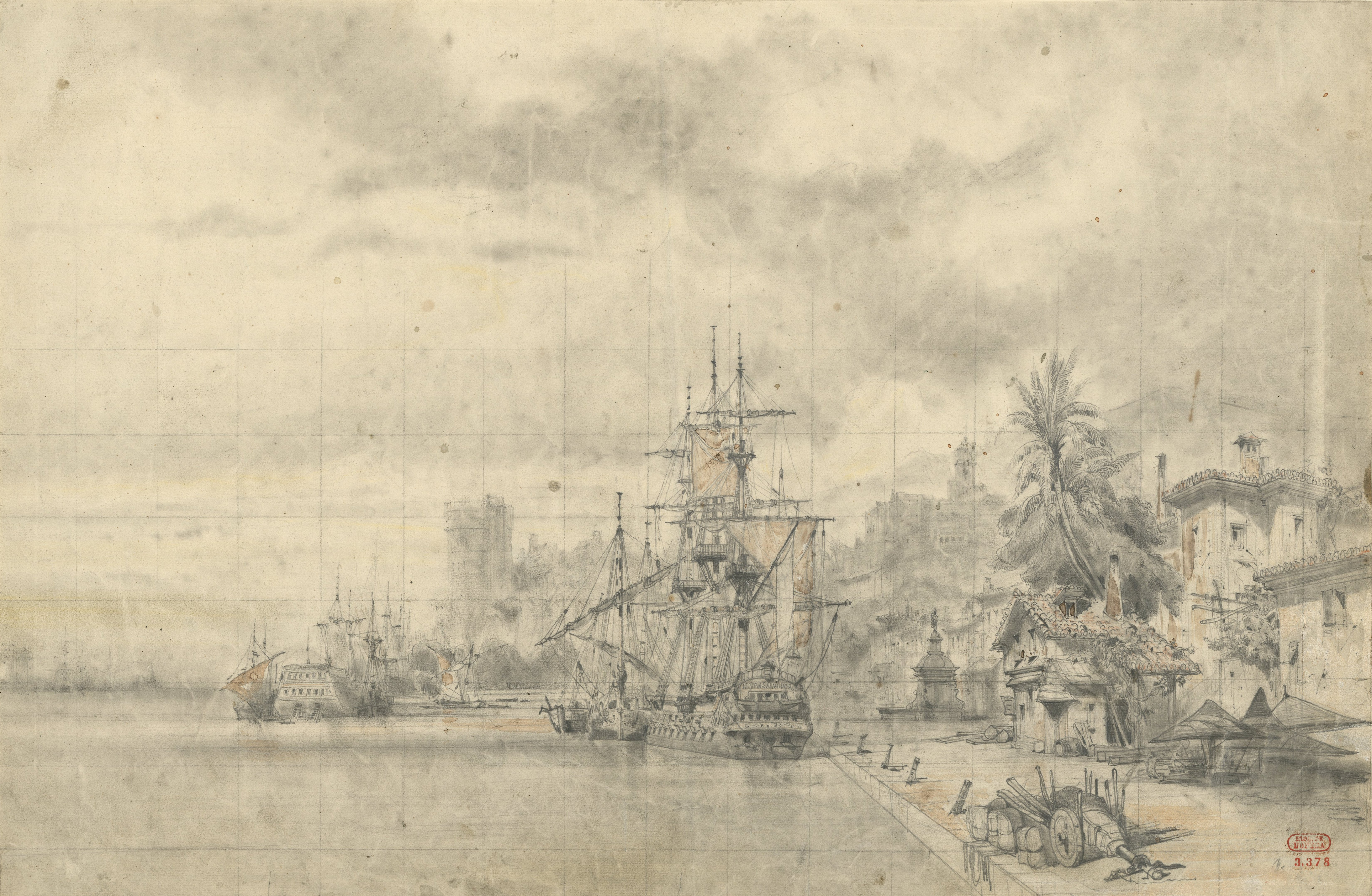
Imagen del puerto de Cádiz a finales del.

### SigloXIX

#### Trafalgar
El 21 de octubre de 1805 parte de Cádiz el combinado naval hispano-francés para enfrentarse contra la escuadra inglesa al mando de Horatio Nelson, cuya victoria en el cabo de Trafalgar puso fin a una brillante tradición marítima hispánica.

#### Invasión napoleónica y sitio de la ciudad

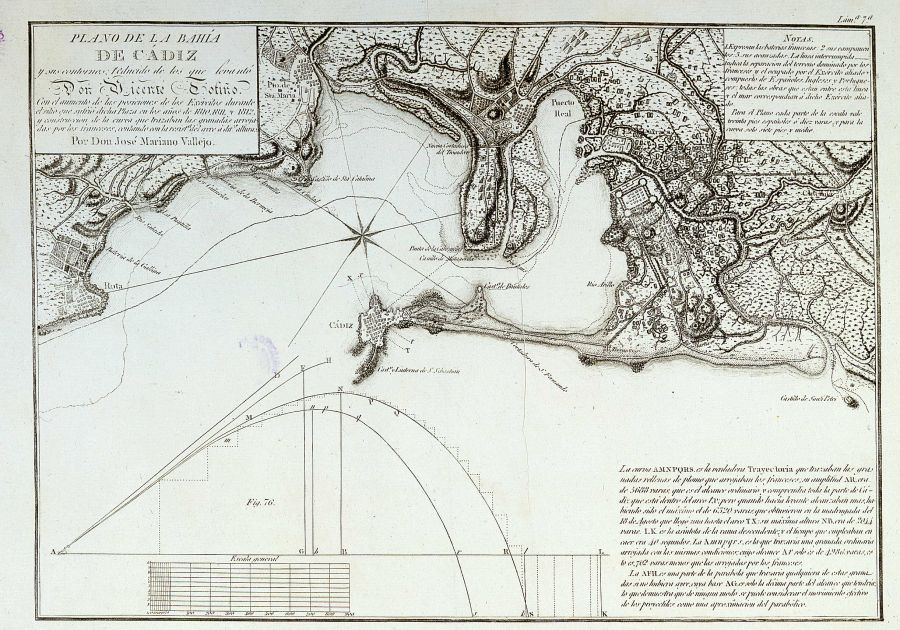
Sitio de Cádiz (1810-1812), durante la invasión napoleónica. Se puede observar el estudio de la trayectoria de la artillería francesa.

Durante la invasión napoleónica Cádiz y San Fernando resistieron al asedio francés. Por este motivo el Gobierno de la nación fue trasladado a San Fernando (que en aquella época era una pequeña villa). La ciudad fue atacada por 60 000 tropas francesas bajo el mando del mariscal Claude Victor, siendo uno de los más importantes sitios de la guerra. La defensa de la ciudad fueron 2000 tropas españolas que recibieron una ayuda de 10 000 refuerzos españoles, así como tropas británicas y portuguesas. El asedio duró dos años y medio.
La ciudad se militarizó fuertemente. A los militares voluntarios se les denominó guacamayos, por los colores vivos de sus uniformes. Otras denominaciones a otros tipos de voluntarios fueron; los lechuguinos, los perejiles y los cananeos. Durante este periodo de la Guerra de Independencia la ciudad y la Isla de León alcanzaron los 115.000 habitantes entre residentes, refugiados y tropas allí estacionadas.

##### Constitución de 1812

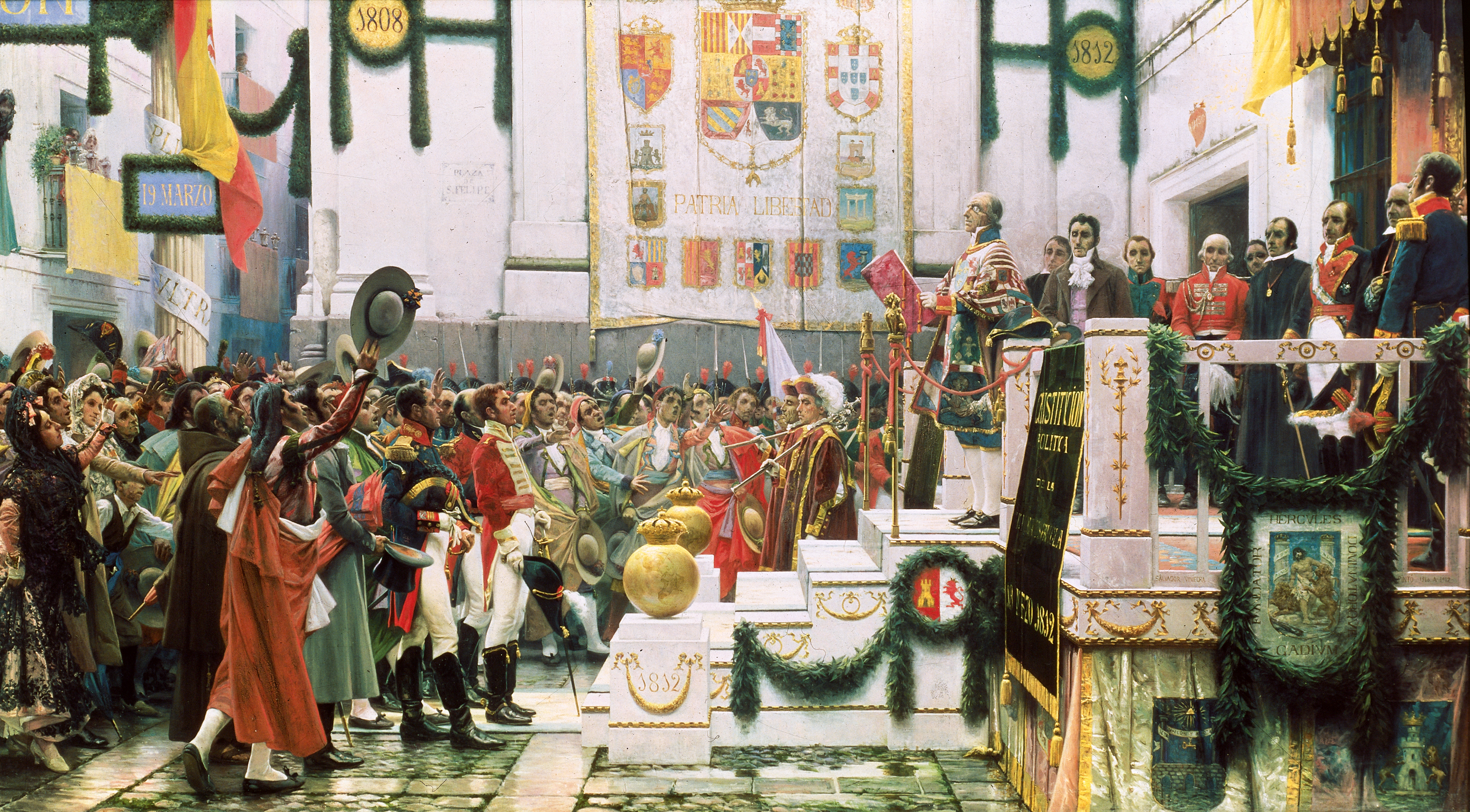
La promulgación de la Constitución de 1812, obra de Salvador Viniegra (Museo de las Cortes de Cádiz)

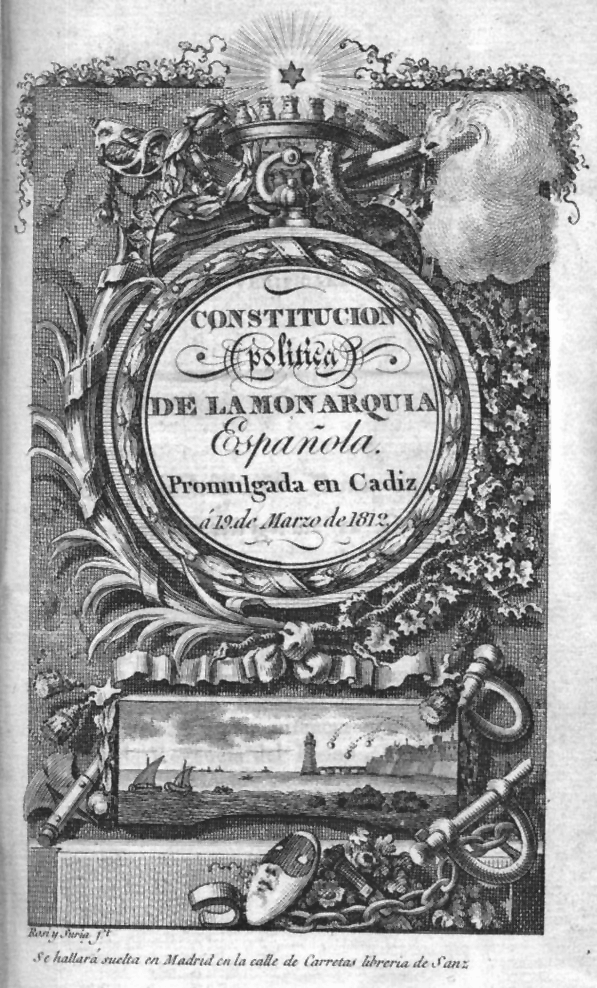
Constitución española de 1812. Obsérvense los detalles siguientes: las bombas que salen de la ciudad, atravesando la bahía y el antifaz en la parte inferior, propio de la ciudad por su carnaval.

En 1811 la Junta Suprema Central convocó a los diputados de todos los territorios de la monarquía (incluyendo Hispanoamérica y Filipinas) para redactar la Constitución de España. Se firma en el Real Teatro de las Cortes de San Fernando y finalmente se aprobó en el Oratorio de San Felipe Neri la constitución española el 19 de marzo de 1812, día de San José, y de ahí el sobrenombre de Pepa que le dieron los gaditanos.
La constitución, de marcado carácter liberal, establecía el sufragio, la libertad de imprenta, abolía la Inquisición, acordaba el reparto de tierras y la libertad de industria, entre otras cosas.
Se discute si dicha Constitución estuvo en vigor realmente o no, aunque se afirma que, oficialmente, estuvo en vigor dos años, desde su promulgación hasta el 24 de marzo de 1814, con la vuelta a España de Fernando VII, quien interrumpe definitivamente la prosperidad de esta ciudad. ¡Viva la Pepa! es el grito con el que desde el 19 de marzo de 1812 (festividad de San José) proclamaban los liberales españoles su adhesión a la Constitución de Cádiz. Existen otras canciones como el ¡Trágala!, donde los liberales humillaban a los absolutistas, refiriéndose a que Fernando VII tuvo que aceptar la constitución liberal y pronunciar el famoso: 

Caminemos todos, y yo el primero, por la senda constitucional.
Fernando VII

Estos gritos y cantos han perdurado en el tiempo y cambiado de significado, pero se siguieron cantando en España como símbolo izquierdista, contra la derecha; anticlerical contra la Iglesia católica y republicano contra la monarquía en distintas coyunturas históricas, notablemente durante la Segunda República Española y la Guerra Civil.
En este periodo el comercio entre Cádiz y América sufrió una contracción muy fuerte. En el caso del comercio con Perú, este no llegó a desaparecer, pero tuvo que adaptarse a la nueva situación generada por el dominio inglés sobre las rutas comerciales internacionales.

#### Los Cien Mil Hijos de San Luis
El 7 de abril de 1823, Francia intervino militarmente otra vez en España, a solicitud del rey Fernando VII para apoyarlo frente a los liberales y restablecer el absolutismo, en virtud de los acuerdos de la Santa Alianza. El ejército francés, denominado con el nombre de los Cien Mil Hijos de San Luis, fue encabezado por el duque de Angulema, hijo del futuro Carlos X de Francia.
El objetivo fundamental de la intervención francesa era terminar con los liberales en el gobierno desde tres años antes. Las fuerzas españolas leales se enfrentaron con los franceses en Cataluña al mando de Francisco Espoz y Mina, pero no hubo apenas reacción popular de apoyo y debieron retirarse. El ejército francés ocupó Madrid sin resistencia y siguieron hacia Andalucía en persecución de los liberales que se habían refugiado en Cádiz con Fernando VII como rehén.
Cádiz fue sitiada y bombardeada. La resistencia fue muy fuerte y los franceses no pudieron tomar la ciudad. La situación de los sitiados era desesperada pues no llegaban refuerzos de parte alguna. Al final se realizó un pacto: Fernando VII saldría y prometería defender la libertad alcanzada por los españoles con la Constitución de 1812, y a cambio se rendiría la plaza.
Acordado con los franceses, Fernando VII salió de la ciudad, pero de forma inmediata se unió al invasor y el mismo 1 de octubre decretó la abolición de cuantas normas jurídicas habían sido aprobadas durante los tres años anteriores. La derrota tuvo nefastas consecuencias para la ciudad; en los siguientes años se arrestaron a 30 000 personas y 20 000 fueron ejecutadas.
La actual isla del Trocadero, en el término municipal de Puerto Real, da su nombre a una plaza de París precisamente por haber sido el lugar de la victoria de los Cien mil hijos de San Luis en su combate contra los liberales. En la actualidad quedan los restos del castillo de San Luis, emplazados justo al sur del Puente Carranza.

#### La Gloriosa

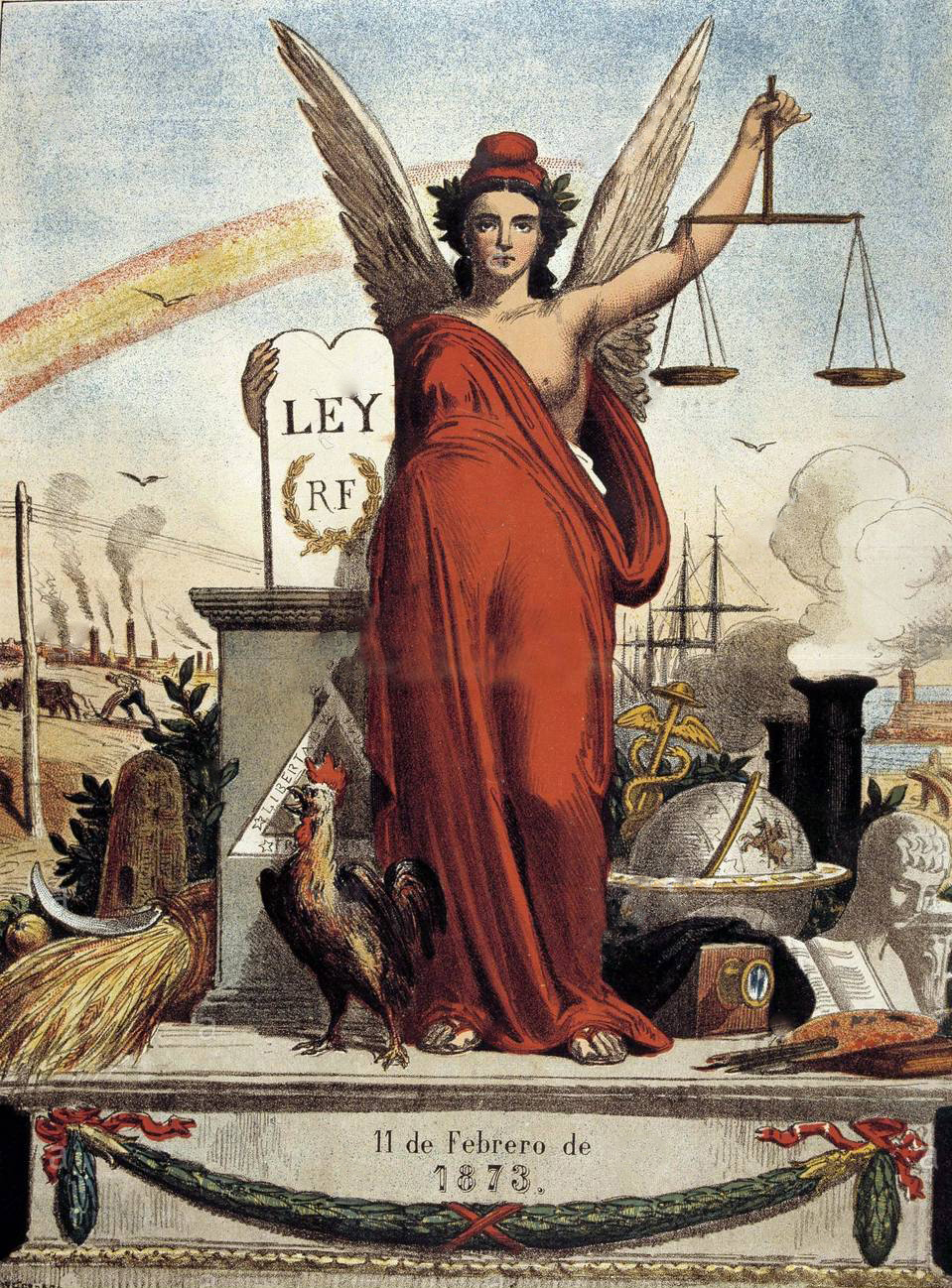
Alegoría de la proclamación de la Primera República Española (1873). Publicada en "La Flaca"

En 1868 se produjo el levantamiento de Juan Bautista Topete iniciando la Revolución Liberal que desembocaría en la constitución democrático-liberal de 1869. El pronunciamiento ocurría en el mismo lugar donde se levantara en armas contra su padre el general Riego cincuenta años antes. La proclama de los generales sublevados en Cádiz el 19 de septiembre de 1868 decía lo siguiente:

Españoles: La ciudad de Cádiz puesta en armas con toda su provincia […] niega su obediencia al gobierno que reside en Madrid, segura de que es leal intérprete de los ciudadanos […] y resuelta a no deponer las armas hasta que la Nación recobre su soberanía, manifieste su voluntad y se cumpla. […] Hollada la ley fundamental […], corrompido el sufragio por la amenaza y el soborno, […] muerto el Municipio; pasto la Administración y la Hacienda de la inmoralidad; tiranizada la enseñanza; muda la prensa […]. Tal es la España de hoy. Españoles, ¿quién la aborrece tanto que no se atreva a exclamar: "¿Así ha de ser siempre?" […] Queremos que una legalidad común por todos creada tenga implícito y constante el respeto de todos. […] Queremos que un Gobierno provisional que represente todas las fuerzas vivas del país asegure el orden, en tanto que el sufragio universal echa los cimientos de nuestra regeneración social y política. Contamos para realizar nuestro inquebrantable propósito con el concurso de todos los liberales, unánimes y compactos ante el común peligro; con el apoyo de las clases acomodadas, que no querrán que el fruto de sus sudores siga enriqueciendo la interminable serie de agiotistas y favoritos; con los amantes del orden, si quieren ver lo establecido sobre las firmísimas bases de la moralidad y del derecho; con los ardientes partidarios de las libertades individuales, cuyas aspiraciones pondremos bajo el amparo de la ley; con el apoyo de los ministros del altar, interesados antes que nadie en cegar en su origen las fuentes del vicio y del ejemplo; con el pueblo todo y con la aprobación, en fin, de la Europa entera, pues no es posible que en el consejo de las naciones se haya decretado ni decrete que España ha de vivir envilecida. […] Españoles: acudid todos a las armas, único medio de economizar la efusión de sangre […], no con el impulso del encono, siempre funesto, no con la furia de la ira, sino con la solemne y poderosa serenidad con que la Justicia empuña su espada. ¡Viva España con honra!
Lo firman Juan Prim, Domingo Dulce, Francisco Serrano, Ramón Nouvillas,
Rafael Primo de Rivera, Antonio Caballero de Rodas y Juan Bautista Topete.

La Gloriosa supuso el destronamiento de la reina Isabel II y el inicio del periodo denominado Sexenio Democrático. Amadeo I ocupó el trono desde enero de 1871 hasta febrero de 1873, dos escasos años en los que hubo de enfrentarse a graves dificultades desde el momento de su coronación. Amadeo I abdica y las Cortes proclaman la primera República el 11 de febrero de 1873.

#### El Cantón de Cádiz

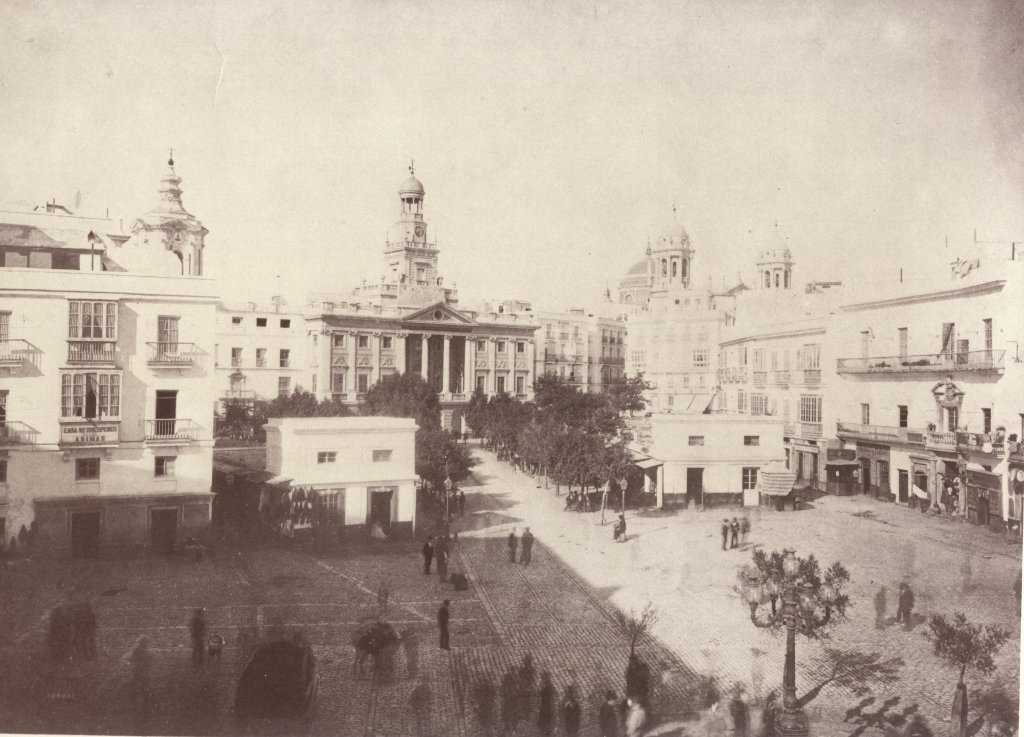
Ayuntamiento de Cádiz durante el.

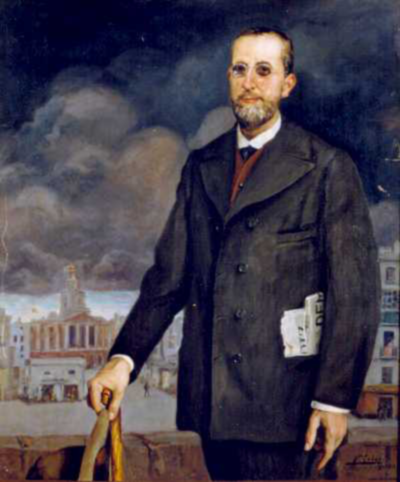
Retrato de Fermín Salvochea.

Durante la I República (febrero de 1873-diciembre de 1874) Cádiz se declaró cantón independiente desde el 19 de julio de 1873, hasta el 4 de agosto del mismo año, cuando entraron en la ciudad las tropas del General Pavía.
En la madrugada del 19 de julio, Fermín Salvochea recibe un telegrama de Sevilla en el que se le notifica la proclamación del Cantón Federal Libre e Independiente de Sevilla, lo que pone en conocimiento de los gobernadores civil y militar. El gobernador civil cede su mando al alcalde Salvochea, mientras que el brigadier Don Pedro Eguía se suma al movimiento.
A las 6 de la mañana empiezan a repicar las campanas del Ayuntamiento, a las que siguen todas las de la ciudad, para anunciar a los gaditanos la noticia. Mientras tanto, las fuerzas de voluntarios y las del Ejército se reparten por lugares estratégicos de la ciudad, y en el Ayuntamiento se iza la bandera roja del cantón gaditano.
Fermín Salvochea se instala en el Palacio de la Aduana, y, en contra de lo acordado un mes antes por el Ayuntamiento, forma con algunos de sus concejales y con algunos de los miembros de la Diputación Provincial el Comité de Salvación Pública de la Provincia, publicando su primer manifiesto en el que comunica la creación del Cantón Provincial, asumiendo el Comité la representación de la provincia hasta tanto que por un medio democrático directo se constituya definitivamente. Publica también una segunda proclama en la que, además de comunicar los nombres de los miembros del comité, dice:

El comité se ocupará sin descanso, en la adopción de los medios necesarios para salvaguardar a la república y contrarrestar el espíritu centralizador de las organizaciones pasadas y salvar para siempre al pueblo español de todas las tiranías.

Acuerdan telegrafiar al Capitán General del Departamento Marítimo y a los Comandantes Militares de Algeciras, Ceuta, San Fernando y Jerez de la Frontera, así como a todos los alcaldes de la provincia, invitándoles a secundar el movimiento.
Ordenan al Gobernador Militar de Cádiz entregar armas a los voluntarios, y al Delegado del Banco que ingrese las recaudaciones hechas para el Tesoro en las arcas del Comité. Autoriza a los Ayuntamientos a acuñar monedas de oro y plata con los objetos incautados a la Iglesia católica.
| Por la tarde, el Comité publica en el Boletín Oficial de la Provincia sus primeros acuerdos: - Disuelve la Diputación Provincial, quedando cesantes todos sus empleados. - Prohíbe la enseñanza religiosa en las escuelas públicas y enseñanzas oficiales, sustituyéndola por moral universal. - Decide abolir todas las asociaciones que tengan por base el celibato, por ser este un estado contrario a la naturaleza humana, incluyendo expresamente a los conventos de religiosas, y ordenando incautar sus edificios. - Suprime la lotería. - Suprime el impuesto sobre cédulas de vecindad. - Seculariza los cementerios, ordenando la desaparición de las capillas existentes en los mismos. - Incauta todos los bienes del Estado. - Suprime todos los tratamientos. - Declara abolida la odiosa contribución de puertas y consumos. - Desestanca el tabaco. - Incauta todos los edificios destinados al culto, salvo las parroquias, los de propiedad particular y los pertenecientes a patronatos. - Queda abolido el uso del Papel Sellado. - Declara separada la Iglesia del Estado, prohibiendo todo signo de culto externo. - Incauta los libros y archivos parroquiales, incorporándolos al Registro Civil. - Establece las retribuciones de los Voluntarios de la República, suprime las quintas y las matrículas de mar, terminando con el servicio militar obligatorio. Estas y otras medidas que fueron tomando trataban de definir un cantón independiente del poder central, ya que pretendía tener en sus manos la Hacienda, la Enseñanza y las Fuerzas Armadas. Pero las medidas tuvieron poco eco en la sociedad gaditana. |

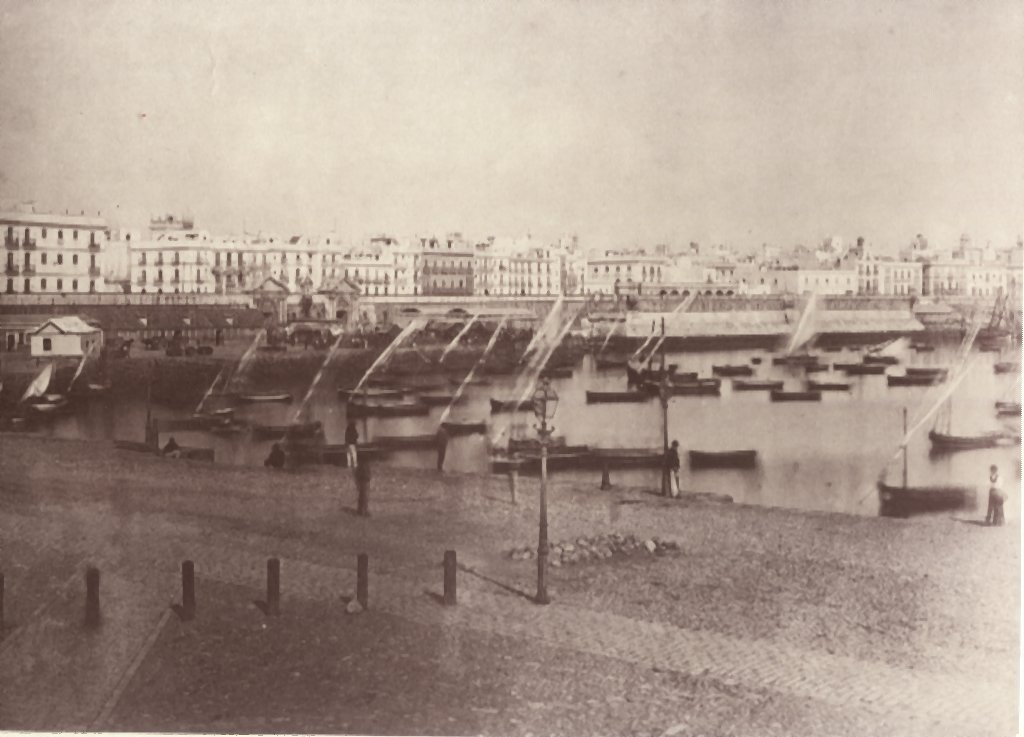
El puerto de Cádiz visto desde la estación de ff.cc. en el. Se puede ver la Puerta del Mar.

Ante la noticia de los enfrentamientos de San Fernando, unos 30 000 gaditanos abandonan la ciudad dirigiéndose al Puerto de Santa María. Pero, al estar cerca de esta ciudad las tropas del Ejército de Jerez, que no apoyaban el movimiento cantonal, muchos gaditanos volvieron a Cádiz. El Ayuntamiento cierra al público dieciocho lugares de culto, entre sagrarios, capillas y conventos. Solo quedan abiertas al público cuatro parroquias.
Se unen al cantón gaditano algunas localidades, como Puerto Real, La Línea de la Concepción, Vejer de la Frontera, etc. Pero las más importantes no lo hacen. Algeciras se constituye en cantón independiente, Jerez intenta adherirse al movimiento, pero la intervención conjunta del Ejército, Guardia Civil y Carabineros lo impide.
Ante el temor de que la población abandone la ciudad con sus bienes, y para evitar que tenga conocimiento de lo que pasa en el resto de la provincia, especialmente de los enfrentamientos con la Armada en San Fernando, el Comité prohíbe la salida de la ciudad de toda clase de efectos y queda abolida la libertad de imprenta. Ante la grave situación que se está fraguando, varios buques de guerra extranjeros se congregan en el puerto de Cádiz, para ayuda de sus nacionales: La goleta austriaca Velebich, la fragata inglesa The Triumph, la corbeta brasileña Nich Teroy, la corbeta portuguesa Don Henrique y la corbeta blindada francesa Jeanne d'Arc.
Las escaramuzas entre los Voluntarios y las tropas de Marina en San Fernando pasan a convertirse en guerra abierta. Al proclamarse el día diecinueve el cantón gaditano y apoyar el movimiento San Fernando, el recién creado Comité de Salud Pública de La Isla toma como primera disposición prepararse para un enfrentamiento armado.
Primeros enfrentamientos
Desde Cádiz, Salvochea telegrafía al Capitán General para que se una al movimiento cantonal. Este rechaza la propuesta, contestando que, al igual que en todas las repúblicas federales, la Armada depende del poder central.
Las hostilidades empiezan en la noche del 19, intercambiándose disparos de fusilería entre Voluntarios e Infantes de Marina. Ante la situación, Salvochea envía a San Fernando el día 20 cuatro cañones, dos compañías de Artillería del Ejército y seis compañías de voluntarios, ante lo cual las tropas de Marina se acuartelan en el Arsenal de La Carraca. Las tropas de los cantonalistas son reforzadas el 21 con un remolcador de la Armada que se pasa al cantón y 900 hombres con dos cañones más, que llegan a San Fernando por ferrocarril al mando del brigadier Eguía. Este envía un ultimátum al capitán General, conminándole a rendirse a las 9 de la mañana del día 22.
A las 9 de la mañana del día 22, las tropas de la Marina han ocupado Puerto Real y desarmado a los voluntarios. Varios buques de la Armada han tomado posiciones en la bahía gaditana, bombardeando la vía del ferrocarril para evitar la llegada de refuerzos de Cádiz a San Fernando. Durante dos días hay intercambio de disparos sin producir víctimas, pero con grandes destrozos en el barrio de San Carlos, en San Fernando. Tras una tregua los días 24 y 25, durante la que el cónsul de los Estados Unidos intenta mediar entre los contendientes, el 26 se reanudan las hostilidades. Pese al intenso fuego artillero hay pocas víctimas. Las únicas víctimas mortales son cuatro voluntarios, entre ellos el alcalde de San Fernando, que fallecen al estallarles el cañón que estaban utilizando.
El 27, el Gobierno organiza en Jerez un cuerpo militar expedicionario que desbarata una partida de voluntarios que trataba llegar desde Sanlúcar de Barrameda para apoyar a los cantonalistas de San Fernando. El 28 hay intercambio de disparos entre los buques de la Armada y los fuertes de artillería de costa de Cortadura, Puntales y Torregorda. El 29 los cantonalistas producen daños a la corbeta Doña María de Molina y a la fragata Villa de Bilbao. El día 30 la fragata Villa de Madrid se pasa al cantón.
El 30, las tropas del General Pavía han ocupado Sevilla y se dirigen a marchas forzadas hacia San Fernando y Cádiz, llegando sus avanzadillas a Puerto Real el 2 de agosto. Los voluntarios se retiran de San Fernando para hacerse fuertes en Cádiz. Las tropas de Marina ocupan San Fernando y desarman a los voluntarios que quedan.
El fin del cantón de Cádiz
El día 3 de agosto, el Comité gaditano anuncia la resistencia a ultranza. Miles de gaditanos huyen de la ciudad hacia otros puertos del litoral, y la fragata Villa de Madrid es tomada por una fuerza combinada de los buques de guerra extranjeros surtos en Cádiz. Además, los sargentos del cuerpo de Artillería del Ejército, hasta ahora con los cantonales, ocupan en nombre del poder central los puntos estratégicos de la ciudad y, tras un breve tiroteo, el palacio de la Aduana, disolviendo el Comité. Los cónsules extranjeros Benedetti (Francia), Reade (Inglaterra), Kropf (Prusia), Christopherson (Suecia), Alcon (Italia) y Damaso de Moraes (Portugal) se hacen cargo del mando de la ciudad a la espera de la llegada de las tropas gubernamentales, llegando primero las tropas de la Marina y, un poco después, las del General Pavía.
El resultado de la revuelta cantonal de Cádiz, pese al intenso intercambio de fuego artillero, fue de 3 muertos y 4 heridos graves en las filas de la Armada y de 10 muertos y un centenar de heridos en las de los cantonalistas.

#### La Restauración Borbónica

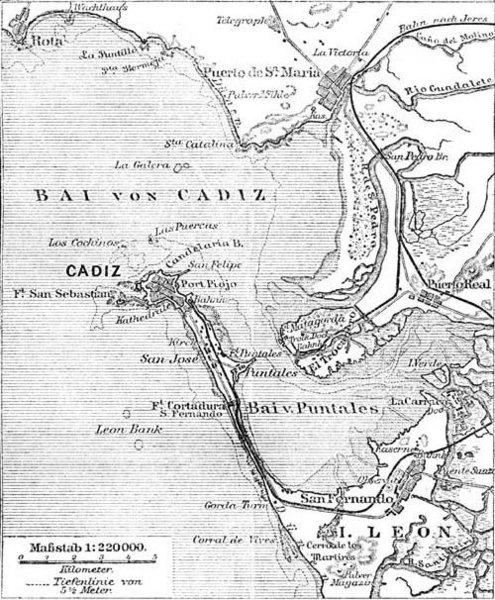
Plano de Cádiz en 1888.

El 29 de diciembre de 1874, el general Martínez Campos se pronunció en Sagunto en favor de la restauración en el trono de la monarquía borbónica en la persona de Alfonso de Borbón, hijo de Isabel II. El gobierno de Sagasta no se opuso a este pronunciamiento, permitiendo la restauración de la monarquía.
En el 1891 se construye el primer barco en los astilleros construidos por los hermanos Vea-Murguía, dicho buque fue el "Filipinas", posteriormente en el 1889 se inaugura el dique Matagorda, y seguidamente se moderniza el puerto gaditano y se crean nuevos muelles.
La pérdida de las provincias de ultramar (Cuba, Puerto Rico y Filipinas) en 1898 supuso el inicio de una nueva decadencia. En el año 1887 se celebra en la ciudad la Exposición Marítima Internacional lo que propició un clima adecuado para el desarrollo una nueva factoría naval en la bahía de Cádiz.

### SigloXX

Cádiz en 1928

El inicio del siglo XX comienza a ser muy duro para la ciudad, en 1903 se cierran los astilleros, debido a la falta de trabajo en los mismos, y la mala situación que quedó patente al encontrarse los duros antiguos, cuando la gente se lanzó a la playa en busca de monedas antiguas. Habiéndose quedando la ciudad sin infraestructuras, se intenta paliar la falta de trabajo impulsando el turismo, se inaugura el Balneario de la Victoria en 1907.
Un año antes se había inaugurado el tranvía que unía Cádiz con San Fernando, se engrandeció el puerto, para que en Cádiz atracaran barcos de gran tonelajes y trasatlánticos, lamentablemente se derribó la llamada Murallita Real que era la que unía San Carlos con la Cuesta de las Calesas. En 1926 se inaugura el Baluarte de la Caleta, al año siguiente se bota el buque escuela construido en los nuevos astilleros Juan Sebastián Elcano dando su primera vuelta al mundo al año siguiente, y es este mismo año cuando comienzan las obras de la Zona Franca y se inaugura el Hotel Atlántico en el Parque Genovés.

#### Segunda República
1931 es un año muy agitado debido a los disturbios provocado por la proclamación de la Segunda República, queman los Conventos del Rosario y San Francisco e intentan quemar también el de Santa María, no lográndose debido a la defensa de los vecinos que evitaron que fuera quemado.

#### Guerra civil y Dictadura

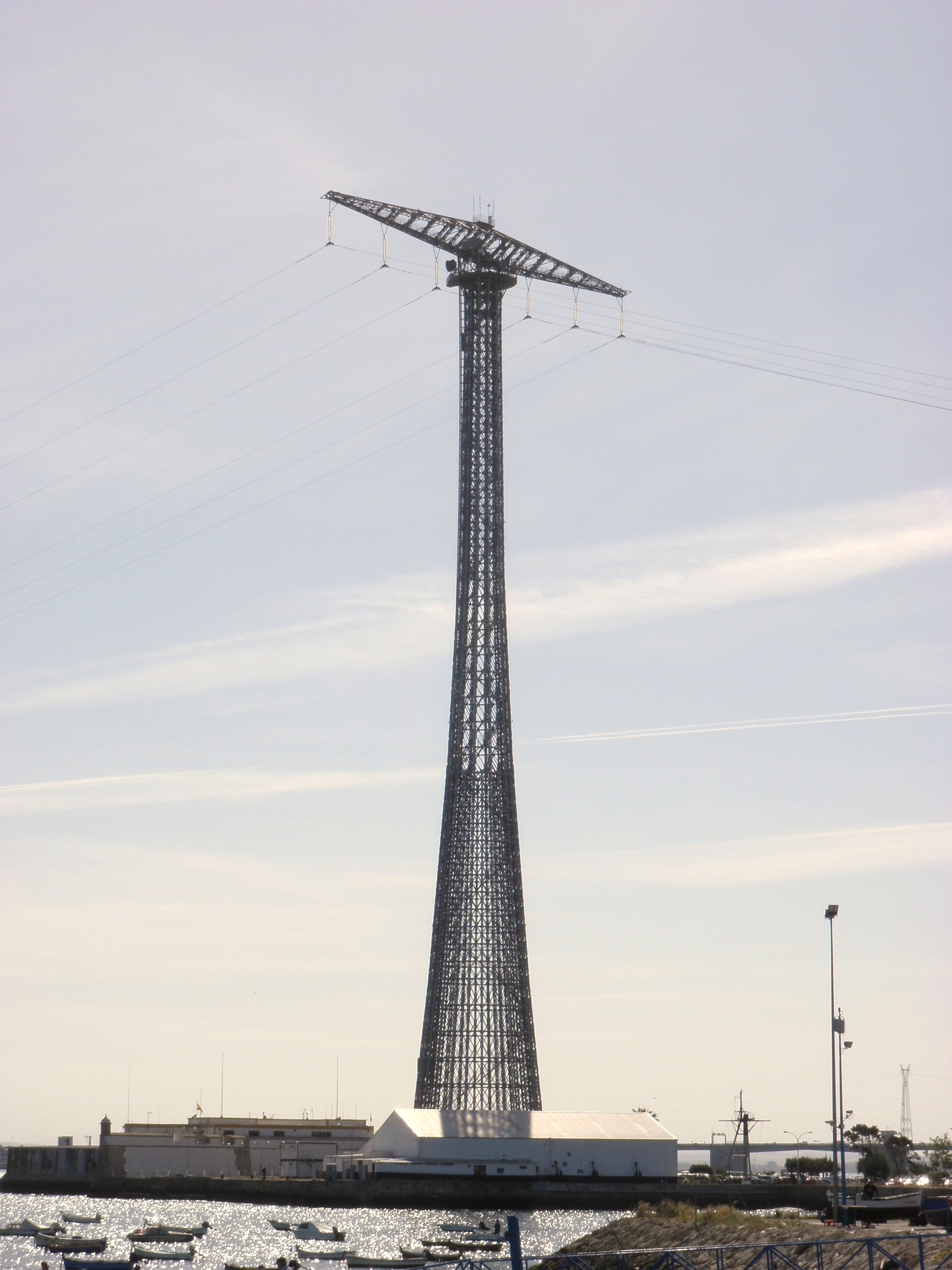
Vista de uno de los pilones en Matagorda y Puntales construido en 1960.

El 18 de julio de 1936, el jefe militar, general de brigada José López-Pinto Berizo, se unió al golpe militar encabezado por el general Francisco Franco Bahamonde y ordenó la liberación del general José Enrique Varela. Ayudados por la derecha local, liderada por el marqués de Tamarón (José de Mora-Figueroa y Gómez-Imaz) y su hermano Manuel de Mora-Figueroa y Gómez-Imaz, tomaron el control de la ciudad y ejercieron una dura represión sobre la población civil sospechosa de mantenerse fiel a la legalidad republicana. Más de 1000 detenidos fueron fusilados en Cádiz a lo largo de la Guerra Civil, además de los fallecidos en la cárcel por las torturas.
Durante la dictadura militar franquista, gobernó la ciudad José León de Carranza Gómez-Pablos. Se empiezan a construir, en 1957 Torres de Cádiz y se concluyeron en 1960. Estas torres todavía abastecen electricidad a la ciudad.
La explosión de 1947
A las 21:45 del 18 de agosto de 1947, explotó un polvorín de la Armada que destruyó buena parte de la ciudad. Las víctimas oficiales se cifraron en 157 muertos y más de 5000 heridos.
Las Puertas de Tierra salvaron el casco antiguo de la ciudad, aunque algunos edificios (como la Catedral y el Gran Teatro Falla), sufrieron numerosos desperfectos. La zona de extramuros quedó demolida en su casi totalidad. Sobre la explosión se han dado distintas opiniones, aunque la versión oficial es que las minas que estaban allí depositadas no estaban en las condiciones idóneas de conservación y, a consecuencia del calor, se produjo la primera explosión que arrasó todo el barrio de San Severiano, la Casa Cuna, el asilo Madre de Dios y los Astilleros. También se corrió el rumor que fue un atentado contra el régimen dictatorial presente en España en esa época. Esta hipótesis ha cobrado fuerza en los últimos años con el estudio del archivo del general Varela.
A todas luces, la cifra «oficial» no coincide para nada con la versión de los distintos gaditanos entrevistados, en los que se indica que el número de víctimas, tanto mortales como heridos, fue muchísimo mayor que la dada por oficial. Argentina envió ayuda alimentaria para los supervivientes, pero parte de ésta no llegó a su destino, siendo desviada a lugares desconocidos dentro de España (dando lugar a la leyenda del barco del arroz).
Transición

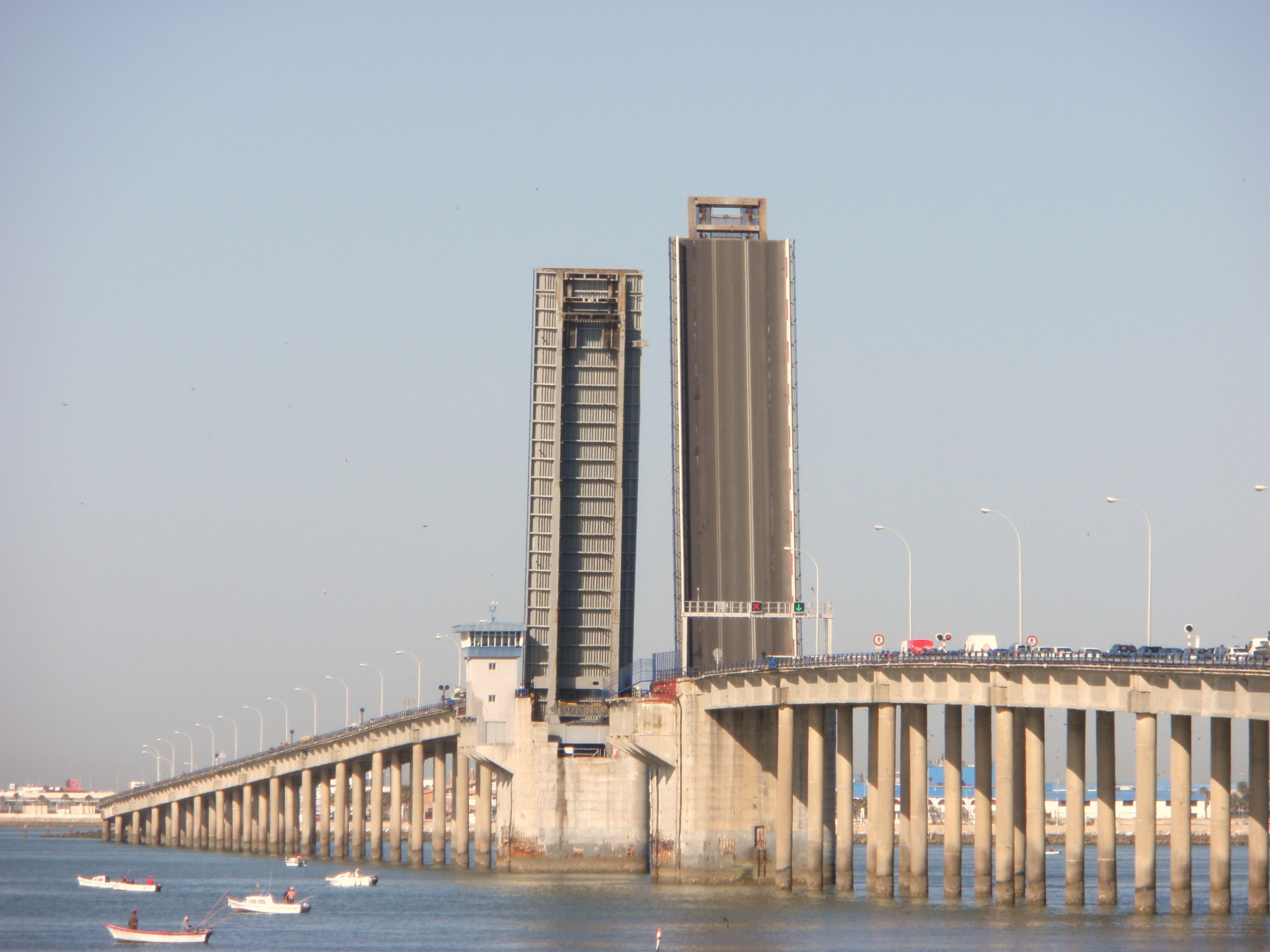
Puente José León de Carranza, construido en 1969, a finales de la dictadura.

Durante la Transición la ciudad, como en tiempos pasados, se convirtió en uno de los principales focos de agitación política. Así, junto con Vigo, nutrió las filas de los GRAPO (Grupos de Resistencia Antifascista Primero de Octubre) a finales de los años setenta y principios de los ochenta. En esta época destaca la construcción del Puente José León de Carranza en 1969 que uniría la ciudad con la península.
Es 1979 inicia su mandato en la alcaldía Carlos Díaz Medina, por el Partido Socialista Obrero Español. La ciudad vive un cambio total. En el aspecto de las infraestructuras y el equipamiento urbano va indudablemente a mejor al igual que el resto de España; sin embargo, en relación con el empleo se convierte en la capital del paro de Europa.

## Actualidad
En las elecciones municipales de 1995, el Partido Popular, con Teófila Martínez, ganó la alcaldía hasta 2015, cuando ganó Podemos.[cita requerida]

### SigloXXI
Aunque el desempleo estructural no cambia, Cádiz se convirtió en las elecciones de 2003 en la ciudad española donde el Partido Popular recibió mayor apoyo. En 2007 y 2011, Teófila Martínez volvió a ganar los comicios con mayoría absoluta. En los últimos comicios se produce un alto grado de abstencionismo: el 56,82 % del electorado.
Desde estos años la ciudad se preparó para celebrar el bicentenario de la Constitución de 1812, la primera de España, que fue proclamada en la capital gaditana durante la Guerra de Independencia española.

## Línea de tiempo de los alcaldes de Cádiz
|  |